# Génocide assyrien

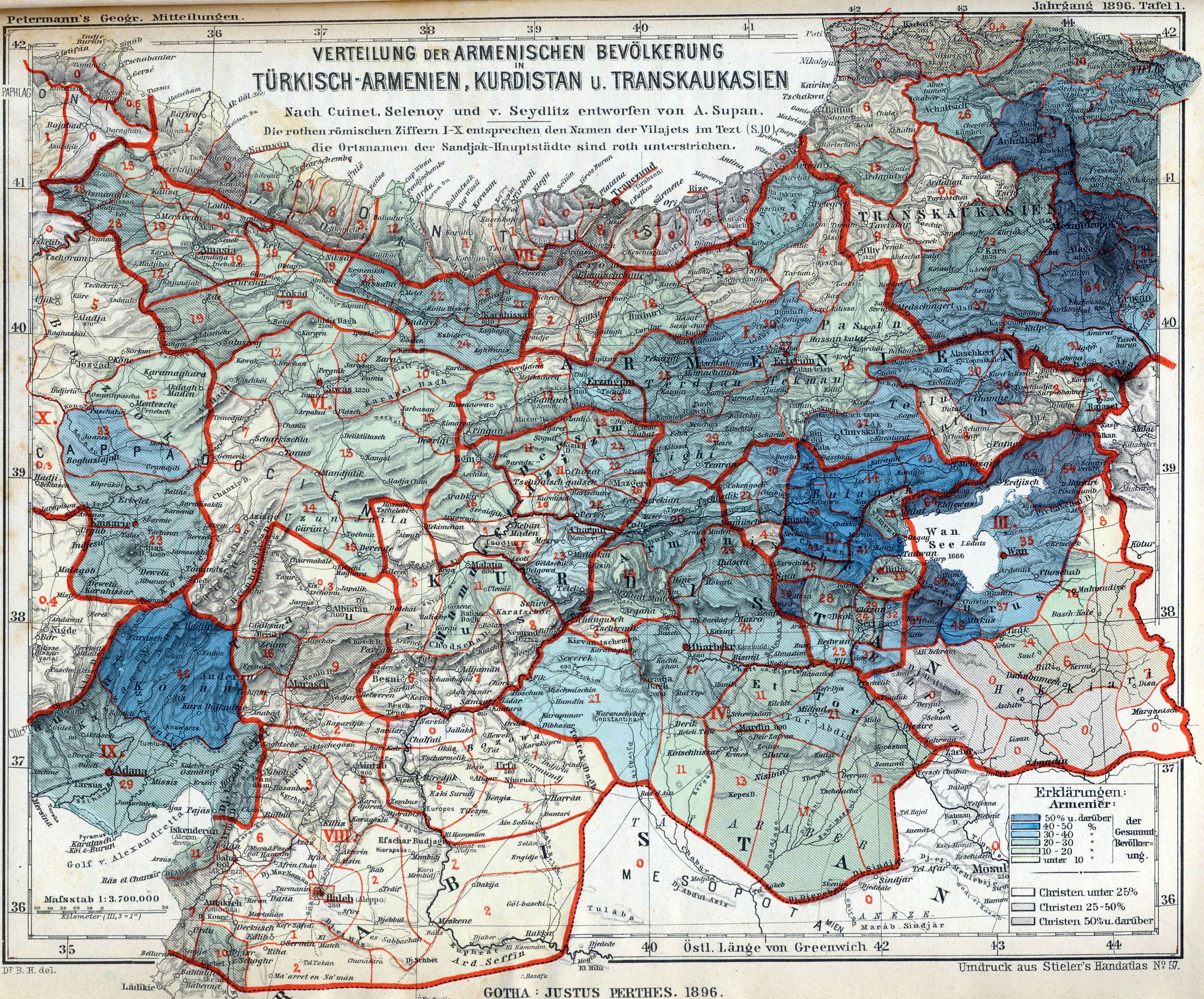
La carte ci-dessus illustre la population arménienne (en couleur) et la population chrétienne (en nuances), population des provinces orientales ottomanes en 1896. Dans les régions où la part de la population chrétienne est plus élevée que celle des Arméniens, la population chrétienne non-arménienne est en grande partie composée d'Assyriens. Les Assyriens vivaient majoritairement dans les provinces du sud et du sud-est de la région.

Le génocide assyrien, ou Sayfo (en syriaque : ܩܛܠܥܡܐ ܣܘܪܝܝܐ (« épée » ou « sabre »)), est le meurtre en masse de la population « assyrienne » de l'Empire ottoman lors de la Première Guerre mondiale. La population assyrienne du Nord de la Mésopotamie (Tour Abdin, Hakkari, Van, Siirt, régions du Sud-Est de l'actuelle Turquie et la région du Nord-Ouest de l'Iran, Urmiah) a été déplacée de force et massacrée par les forces ottomanes et quelques tribus kurdes entre 1915 et 1918.
Les estimations sur le nombre total de morts varient. Certains rapports citent le nombre de 180 000 à 275 000. Les estimations modernes suggèrent qu'il y avait 500 000 à 600 000 Assyriens vivant avant la Première Guerre mondiale.
Le génocide assyrien a eu lieu durant la même période et dans le même contexte que le génocide arménien et des Grecs pontiques. Toutefois, les études sur le génocide assyrien sont relativement récentes notamment en raison du fait que la question du génocide arménien a occupé longuement la scène principale des génocides des populations chrétiennes de l'Empire ottoman.
En 2007, l'Association internationale des spécialistes des génocides (International Association of Genocide Scholars) est parvenue à un consensus selon lequel « la campagne ottomane contre les minorités chrétiennes de l'Empire entre 1914 et 1923 constituait un génocide contre les Arméniens, les Assyriens et les Grecs pontiques d'Anatolie ».

## Contexte historique

Pourcentage de populations assyriennes dans plusieurs Vilayets et Sandjaks dans l'Empire ottoman et en Ourmie (Perse) avant la Première Guerre mondiale, tel que présenté par la délégation assyrienne à la conférence de la paix de Paris de 1919.
Plus de 50%
30-40%
20-30%
10-20%
5-10%

La population assyrienne sous l'Empire ottoman s'élevait à environ un million de personnes au début du XXe siècle et était largement concentrée dans ce qui est maintenant le Nord-Ouest de l'Iran, l'Irak et la Turquie. De grandes communautés vivaient à proximité du lac d'Orumieh en Perse, du lac de Van (en particulier la région du Hakkiari) et en Mésopotamie, ainsi que dans les provinces de Diyarbakir, Erzurum et Bitlis. Ils avaient pour voisins des populations majoritairement musulmanes. Mis à part le Hakkiari - et dans une moindre mesure le Tour Abdin -, leurs communautés étaient éparpillées aux côtés des Arméniens, des Kurdes, des Arabes ou encore des Turkmènes dans une mosaïque ethnico-religieuse.
Avant la guerre, près de la moitié de la population assyrienne vivait dans ce qui est aujourd'hui le sud-est de la Turquie, plus généralement dans la région du Tour Abdin et ses environs.
La violence dirigée à leur encontre avant la Première Guerre mondiale n'était pas récente. Beaucoup d'Assyriens ont été soumis au brigandage kurde et en proie à des tensions ethniques et religieuses endémiques de l'Est anatolien, comme ce fut le cas des communautés assyrienne et arménienne de Diyarbakir durant les massacres de 1895 et 1896.
La population assyrienne était en grande partie rurale, concentrée dans sa « région-refuge » du Tour Abdin et du Hakkiari (où se trouvait leur siège patriarcal de Qotchanès), même si des communautés existaient ailleurs, comme précisé précédemment. Les Assyriens vivaient donc dans la partie orientale de l'Empire ottoman et dans le nord-ouest de la Perse.
Les Assyriens furent considérés comme une cinquième colonne par les politiques qui déterminèrent la politique ottomane au tournant des XIXe et XXe siècles.
Tout comme les Arméniens, les Assyriens ont été déportés et massacrés par les Ottomans et leurs auxiliaires locaux. Les Assyriens de l'empire perse ont aussi été massacrés par les troupes kurdo-ottomanes en territoire perse, après que leurs coreligionnaires du Hakkari ont été pratiquement anéantis.
Les massacres des Arméniens et des Assyriens se sont confondus pour une grande partie : les assassins ne faisaient guère de différence entre les deux groupes de chrétiens.
Dans ce cadre que l'union européenne au travers des associations assyriennes de la diaspora tente d'exercer une pression sur le gouvernement turc pour ainsi faire reconnaître ce peuple.

## Terminologie
Le génocide assyrien est parfois aussi appelé Sayfo ou Seyfo dans les sources de langue anglaise, basée sur la désignation araméenne Saypā (ܣܝܦܐ), « épée », prononcé comme Seyfo, et comme Sayfo dans le dialecte néo-araméen occidental (l'abréviation de terme Shato d'sayfo « L'année de l'épée », comparable à l'utilisation du mot en anglais Shoah basée sur l'hébreu ha-Šoah). La dénomination araméenne Qtāl'amā Sûryāyā (syriaque : ܩܛܠܥܡܐ ܣܘܪܝܝܐ), qui signifie littéralement « mise à mort du peuple araméen/assyrien », est utilisée par certains groupes pour décrire ces événements. Le terme utilisé dans les médias turcs est Suryani Soykırımı.
Dans les pays hébergeant d'importantes communautés assyriennes, la dénomination « Assyrien » est sujette à débats, notamment en Allemagne et en Suède, d'autres expressions telles que Assyriska / Syrianska / Kaldeiska folkmordet (« génocide assyrien / syriaque / chaldéen ») sont employés.

## Les auto-désignations ethniques

Drapeau assyrien (depuis 1968).

Drapeau représentant les Araméens-Syriaques.

Les différentes communautés chrétiennes de tradition syriaque et les locuteurs araméens préconisent des termes différents concernant l'auto-désignation ethnique de leur peuple ainsi, différents courants ont vu le jour et se sont développés en diaspora :
- « Assyriens », héritiers de l'ancien Empire assyrien, préconisé par les membres de l'Église apostolique assyrienne de l'Orient et l'Ancienne Église de l'Orient (« Assyriens orientaux ») et d'autres chrétiens de langue araméenne membres d'autres Églises de tradition syriaque notamment de l'Église syriaque orthodoxe, Église catholique syriaque, Église maronite (« Assyriens occidentaux ») et Église chaldéenne (« Assyriens orientaux de confession catholique »)[10] ;
- « Araméens » ou « Syriaques », héritiers des anciens Araméens, préféré par une grande partie des membres de l'Église syriaque orthodoxe et d'autres chrétiens de langue araméenne d'autres Églises syriaques notamment de l'Église catholique syriaque et de l'Église maronite.
- « Chaldéens », d'après l'ancienne Chaldée, préféré par certains adeptes de l'Église catholique chaldéenne ;
- « Phéniciens », d'après l'ancienne Phénicie, préconisé par certains adeptes Maronites, Melchites et d'autres communautés chrétiennes de tradition syriaque au Liban.

Ce problème de terminologie remonte selon les sources à différentes périodes, mais est devenu plus aigu en 1946, lorsque l'indépendance de la Syrie a amené à la nationalité syrienne. En effet, une grande partie des Assyriens/Araméens/Syriaques/Chaldéens de l'époque se nommait Syriens, cependant, dans un souci de distinction du peuple syrien musulman, certains ont préconisé les dénominations assyrienne, syriaque, chaldéenne ou encore araméenne qui avaient déjà été utilisées par les colonisateurs français et anglais. La controverse ne se limite toutefois pas ici et remonte aussi à des dénominations linguistiques variant selon la langue. En effet, cela ne se limite pas à l'exonymie anglaise « Assyrian » vs. « Aramaean », mais s'applique également aux auto-désignations en araméen, les partisans de la désignation « Araméen » approuvent Sūryāyēܣܘܪܝܝܐ et Ārāmayē à la fois ܐܪܡܝܐ, tandis que ceux préférant la désignation « Assyrien » insistent sur Āṯūrāyē ܐܬܘܪܝܐ mais acceptent également Sūryāyē ܣܘܪܝܝܐ ou Sūrāyē ܣܘܪܝܐ.
Une précision doit également être faite, les chrétiens syriaques du Moyen-Orient ne doivent pas être confondus avec les chrétiens de traditions syriaque, les Dravidiens d'Inde, qui sont également un groupe ethnique mais tout à fait différent du peuple Assyrien/Araméen/Syriaque/Chaldéen et qui a été évangélisé par les chrétiens syriaques du Moyen-Orient il y a déjà plusieurs siècles.

### Origine des différentes désignations
Le terme anglais historique pour ce peuple est « Syriens » (ou « Syrians » en anglais comme dans, par exemple, Éphrem le Syrien). Il n'est pas actuellement utilisé depuis la déclaration d'indépendance de 1936 de la République arabe syrienne, le terme « Syrian » désigne depuis lors les citoyens de cet État, indépendamment de l'appartenance ethnique ou religieuse.
Dès lors, la désignation « Assyriens » est devenue courante en anglais en plus de la traditionnelle désignation « Syriens » et cela au moins depuis le génocide de 1915.
L'adjectif « syriaque » quant à lui renvoie traditionnellement à la langue syriaque et ne constitue pas un groupe ethnique. Ce terme « syriaque » est cependant très souvent utilisé pour ainsi éviter l'ambiguïté avec les « Syriens » de la République arabe syrienne. L'utilisation du terme « syriaque » est toutefois déjà utilisé par des auteurs de langue syriaque dans un contexte patristique et sont antérieurs à la Première Guerre mondiale.
Depuis les années 1980, un différend apparaît entre « Assyrianistes » (chrétiens syriaques s'identifiant comme descendants de l'Empire assyrien) et « Araméanistes » (chrétiens syriaques soulignant leurs origines du peuple antique Araméen) et devient de plus en plus prononcé. À la lumière de ce différend, la désignation anglaise traditionnelle « Assyriens » (« Assyrians ») apparaît avoir pris une position plus « Assyrianiste » et est très souvent préféré aux désignations araméenne, syriaque ou chaldéenne. Cependant, certaines sources officielles privilégient depuis les années 2000, une terminologie plus neutre en indiquant les différentes dénominations tel que « Assyrien/Chaldéen/Syriaque » dans le recensement ethnique aux États-Unis, et « Assyriens/Syriaques » dans le recensement suédois.
Dans la langue araméenne, le conflit se résume à la question de la dénomination privilégié Sūrāyē/Sūryāyē « Syriaque/Syrien » ou Āṯūrāyē « Assyrien » ou si celles-ci peuvent être considérées comme synonymes. Un dictionnaire en néo-araméen cite notamment le sujet en considérant les termes comme synonymes :

« les Assyriens se nomment eux-mêmes : Suraye, Suryaye, Athuraye en araméen oriental et Suroye, Suryoye, Othuroye en araméen occidental. »

La question de l'origine de chacun de ces termes est moins claire. Les points suivants peuvent être distingués :
- Le terme araméen Āṯūrāyē a-t-il été introduit au XIXe siècle, assez récemment, ou est-il utilisé depuis l'araméen moyen (de 200 av. J.-C. à 200 av. J.-C.), langue vernaculaire du christianisme ancien ?
- Quel est le rapport entre les termes grecs « Suria » vs. « Assuria » dans l'antiquité pré-chrétienne ? ;
- Quel est le lien étymologique des termes « Syrie » et « Assyrie ».

Les auteurs médiévaux syriaques se montrent quant à eux conscients de l'origine araméenne de leur langue qui remonte aux anciens Araméens et ne semblent pas rejeter leurs origines araméennes. Ainsi, Michel le Syrien (XIIIe siècle) écrit :

« Les royaumes qui ont été établis dans l'antiquité par notre race, les Araméens, à savoir les descendants d'Aram, qui ont été appelés Syriaques. »

Cependant, Michel le Syrien mentionne également un différend qui remonte au IXe siècle entre Syriens jacobites et savants grecs, pour lesquels les Jacobites auraient également une identité « assyrienne ».

« Même si leur nom est « Syriens », ils sont à l'origine « Assyriens » et ils ont eu beaucoup de rois honorables… La Syrie est à l'ouest de l'Euphrate, et ses habitants qui parlent la même langue que nous, l'araméen, et qui sont appelés « Syriens » ne sont seulement qu'une partie des descendants de la totalité du peuple assyrien, tandis que l'autre partie qui se situe à l'est de l'Euphrate, aux frontières de la Perse, ont également eu beaucoup de rois d'Assyrie, de Babylone et d'Urhoy. … Les Assyriens, qui ont été appelés « Syriens » par les Grecs, sont donc un et même peuple, les « Assyriens » d'"Assure" qui ont construit la ville de Ninive. »

John Joseph dans Les nestoriens et leurs voisins musulmans (1961) a déclaré que le terme « Assyrien » pour diverses raisons politiques a été introduit par les missionnaires britanniques au XIXe siècle pour nommer les chrétiens syriaques, et a été entre autres appuyé par les découvertes archéologiques de l'ancienne Assyrie. Dans les années 1990, la question a été reprise par Richard Frye, qui n'était pas d'accord avec Joseph, établissant que le terme « Assyrien » existait déjà et était utilisé par les Jacobites et les Nestoriens au cours de XVIIe siècle. Les deux spécialistes s'accordent toutefois sur le fait que la confusion a existé entre les deux termes assez semblables « Syrie » et « Assyrie » à travers l'histoire et jusqu'à nos jours mais chacun accuse l'autre de contribuer davantage à cette confusion.
La question de la synonymie Suria vs. Assuria a également été discutée par des auteurs classiques.
Hérodote a écrit : « Ce peuple, que les Grecs appellent les Syriens, sont appelés Assyriens par les barbares »,. Hérodote distingue toutefois les toponymes Syrie vs. Assyrie, le premier en référence au Levant et le deuxième à l'ancienne Mésopotamie.
Posidonius a quant à lui affirmé : « Les gens que nous [les Grecs] appelons Syriens ont été appelés par les Syriens eux-mêmes Araméens ».
En dehors de la question de l'utilisation de ces deux termes, la question de la relation étymologique des deux termes a été ouverte jusqu'à encore récemment. Le point d'incertitude est de savoir si le toponyme Syrie a effectivement été dérivé du nom Assur (par opposition à des propositions alternatives affirmant que le terme Syrie provient des Hourrites). La question semble maintenant avoir été réglée par la conclusion affirmant que Syrie découle en effet du nom Assur. Cependant, ces conclusions sont contestées par un grand nombre d'historiens et d'Assyro-Araméens.

## Génocides et massacres antérieurs au génocide de 1915

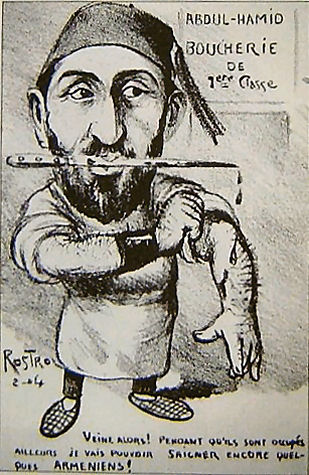
Caricature du Sultan Abdülhamid II.

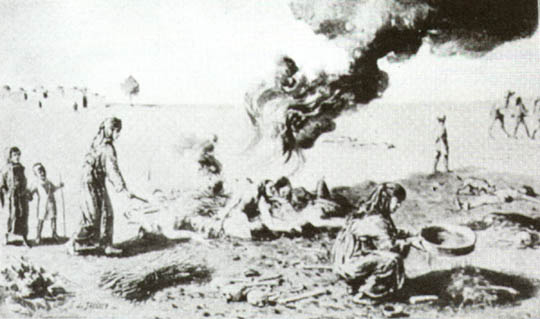
Crémation de cadavres de femmes assyriennes

Le nombre de massacres portés contre les Assyriens peut être estimé à plus d'une trentaine. Parmi les plus récents, ceux du XIXe siècle durant lequel plusieurs vagues de massacres ont frappé la population assyrienne. Au XIXe siècle, des centaines de milliers d'Assyriens ont été assassinés dans l'Empire ottoman, dont plus de 100 000 de 1895 à 1896.
Durant le mois d'octobre 1895, les massacres de masse des Assyriens débutent à Diyarbakir et se répandent partout dans l'Empire. Les massacres à l'encontre de ce peuple atteignent des niveaux sans précédent et un grand nombre de personnes émigrent, sont converties de force à l'islam ou sont assassinées. On dénombre environ 100 000 Assyriens (répartis dans un peu plus de 245 villages) convertis de force de cette manière. Des milliers de jeunes filles et femmes ont également été forcées à entretenir les harems turcs et kurdes.
Les massacres du peuple assyrien se poursuivent dans toutes les régions de l'Empire ottoman. À la fin du XIXe siècle à la suite des massacres organisés par le sultan Abdülhamid II, environ 300 000 Arméniens ainsi que 55 000 Assyriens sont victimes de l'armée turque et de régiments ou milices kurdes. Ces brutalités perpétrées envers les Assyriens font partie des pages les plus sombres de l'histoire de l'Empire ottoman. Ce sont des massacres en masse, génocidaires de fait. En réalité, le XIXe siècle et surtout les terribles événements de sa dernière décennie a eu des conséquences dramatiques pour la population assyrienne. Cependant ces derniers événements ne font qu'ouvrir la voie au désastre encore plus grand que constitue le génocide de 1915.

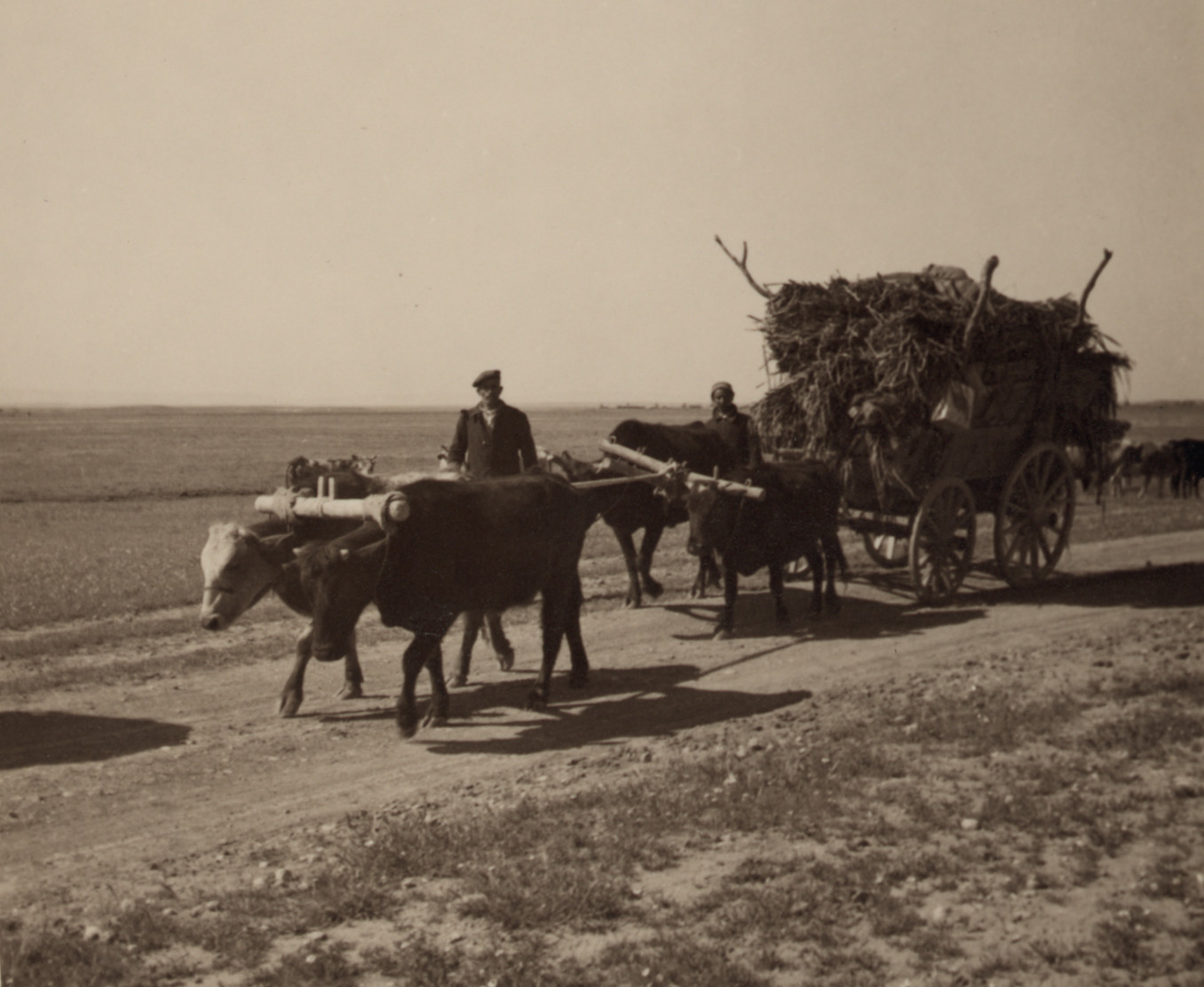
Transport de réfugiés vers un village construit en Syrie sur la rivière Khabour.

Simo Parpola estime que toutes les persécutions et les massacres (y compris le « Seyfo ») portés contre la nation assyrienne ont réduit celle-ci d'une population de quelque 20 millions d'Assyriens à l'Antiquité, à un peu moins de deux millions aujourd'hui. L'estimation actuelle de la population assyrienne converge cependant le plus souvent vers un nombre de 5 à 6 millions.

## Début de la guerre
L'Empire ottoman déclare la guerre aux Alliés le 24 avril 1915. Pour des raisons géographiques, il était important pour les Britanniques d'obtenir le soutien des Assyriens. Un accord a été conclu en promettant aux Assyriens persécutés d'obtenir leur propre patrie à l'issue de la guerre.
En raison des grandes réserves pétrolières de la région, la Grande-Bretagne voulait s'assurer que la région de Mossoul ferait partie du Mandat britannique de Mésopotamie et non du futur État turc. Les Assyriens promirent donc fidélité à la Grande-Bretagne en échange d'un État indépendant dans le futur. Après l'invasion de Mossoul par les Jeunes-Turcs, l'armée assyrienne, dirigée par le général Agha Petros, a combattu de façon intensive et avec succès les Ottomans et leurs alliés kurdes. Les forces assyriennes les poussèrent hors de Mossoul et de la région, assurant à la Grande-Bretagne le contrôle de la région. Les batailles menées sont décrites en détail par les lettres d'Agha Petros et des officiels britanniques.

## Massacres en Turquie
Le nombre d'Assyro-Chaldéens massacrés varie d'environ 275 000 d'après Joseph Yacoub, à 500 000 selon des études plus récentes.
Les Nestoriens uniates (rattachés à l’Église catholique) du nord de l'actuel Irak, et appelés aussi Assyro-Chaldéens, ont pu échapper en partie au génocide grâce à leur position géographique excentrée.

### Diyarbekir-Mardin
Les premières vagues d'extermination ont eu lieu dans la province méridionale de Diyarbekir, sous la direction de Réchid Bey,.
Ces provinces abritaient un nombre important d'Assyriens et font partie de la région du Tur Abdin, région relativement calme jusqu'à la fin du XIXe siècle pour ce peuple implanté là depuis plus de trois mille ans. Toutefois, le génocide n'a pas épargné ces régions, le nombre de victimes se comptant en centaines de milliers, notamment dans les villes de Midyat, Nusaybin, Mardin, Diyarbekir y faisant respectivement 25 000, 7 000, 6 000 et 5 000 victimes. Dans cette région qui comptait plusieurs centaines de milliers d'Assyriens n'y vivent aujourd'hui plus que quelques milliers, parmi les centaines de monastères en activité, seule une petite dizaine persiste et bon nombre de villages et de villes ne comptent plus aucun Assyrien. Le génocide, les persécutions, les massacres et les menaces contre ce peuple chrétien entouré de musulmans en sont la cause.

### Van
Dans le courant du mois de février 1915, Djevdet Bey, gouverneur militaire de la province de Van, tient une réunion durant laquelle il déclare : « Nous avons nettoyé les Arméniens et les Syriaques d'Azerbaïdjan, et nous en ferons autant à Van ».
À la fin de l'année 1915, Djevdet Pacha, à l'entrée de la ville de Siirt, accompagné d'un bataillon de 8 000 soldats qu'il appelait lui-même « le bataillon des bouchers » (Kasap Taburu en turc), ordonne le massacre de près de 20 000 Assyriens résidant dans une trentaine de villages.
Ce qui suit est une liste des villages qui ont été attaqués par les soldats de Djevdet et le nombre estimé de décès d'Assyriens :
- Sairt : 2 000[35]
- Sadagh : 2 000
- Mar-Gourya : 1 000
- Guedianes : 500
- Hadide : 1 000
- Redwan : 500
- Dehok : 500
- Ketmes : 1 000
- Der-Chemch : 200
- Tentas : 500
- Tellimchar : 1 500
- Telnevor : 500
- Benkof : 200
- Altaktanie : 500
- Goredj : 500
- Galwaye : 500
- Der-Mazen : 300
- Artoun : 1 000
- Ain-Dare : 200
- Berke : 500
- Bekend : 500
- Archkanes : 500
- Charnakh : 200
- Der-Mar-Yacoub : 500
- Der-Rabban : 300
- Harevena : 200
- Piros : 1 000

La ville de Siirt était peuplé d'Assyriens et d'Arméniens et était le siège d'un archevêque chaldéen, l'orientaliste Addaï Scher, qui a été assassiné par les Kurdes. Le témoin Hyacinthe Simon cite le nombre de 4 000 chrétiens ayant perdu la vie à Siirt,.

### Résistance assyrienne en Turquie
Malgré leur nombre inférieur et à défaut d'armes et de munitions, les Assyriens organisent ici et là un certain nombre d'assauts pour tenter de se défendre, notamment à Ainwardo où un grand nombre d'Assyriens d'autres villages du Tour Abdin ont convergé. Venant de Habasnos, Midyat, Bothe, Keferze, Kafro Elojto, Mzizah, Urdnas, Deqlath, Bscheriye, Gozarto, Hesen Kipho ou encore de Mifarqin, le nombre d'Assyriens présents à Ainwardo atteint les 22 000 personnes durant la résistance qui a duré soixante jours.
Le 3 mars 1918, les forces ottomanes menées par des soldats kurdes assassinent l'un des leaders assyriens de l'époque, entraînant cette fois également la riposte des Assyriens.
Lors de l'attaque de la forteresse kurde de Simku, les forces assyriennes remportent la victoire mais ne parviennent pas à capturer l'agha kurde, responsable de la mort du patriarche Mar Simon XIX Benjamin, qui réussit à prendre la fuite.
Les Assyriens mènent un certain nombre d'affrontements avec les forces ottomanes et kurdes pour tenter de sauver leurs vies. Lorsqu'ils sont armés et en nombre suffisant, ils arrivent à se défendre avec succès, mais ils sont souvent regroupés en petit bataillon et les villageois désarmés sont des cibles faciles pour les forces ottomanes et kurdes.

## Massacres en Perse

### Ourmia (Perse)
Au terme de l'année 1914, les Ottomans ont été informés du retrait de la Russie des régions iraniennes/perses. Les 36e et 37e divisions de l'armée ottomane ont dès lors été envoyées au nord-ouest de la Perse. Avant la fin de la même année, les troupes turques et les kurdes ont attaqué avec grand succès les villages autour d'Ourmia. Le 21 février 1915, l'armée turque à Ourmia a pris en otage 61 Assyriens impliqués dans la mission française, dont ils exigeaient une rançon importante. La mission n'avait malheureusement pas les moyens de libérer plus de 20 personnes. Le 22 février, les 41 personnes restantes ont été exécutées et leurs têtes arrachées de leurs corps. Parmi eux, se trouvait l'évêque Mar Dinkha.
Ces villages, en contraste avec les villages assyriens de la Turquie moderne, ont été complètement désarmés. Le 25 février 1915, les forces ottomanes ont pris d'assaut les villages de Gulpashan et de Salamas. Presque la totalité du village de Gulpashan (2 500 habitants) a été fusillée. À Salamas, les 750 réfugiés arméniens et assyriens ont été protégés par les habitants turcs et arabes. Le commandant de division ottoman n'appréciant pas ces « actes de traîtrise » a ordonné l'assaut, bien que le village comprenait également des Arabes et des Turcs. Tous les chrétiens ont finalement été déportés, fusillés ou abattus. La protection des chrétiens par les citoyens turcs et arabes, y compris des imams, est également confirmée en 1915 par un rapport du gouvernement britannique sur les massacres arméniens.
Des musulmans auraient tenté de sauver leurs voisins chrétiens en les cachant dans leurs maisons, mais le gouvernement des Jeunes-Turcs était implacable, même s'il s'agissait d'imams. Ainsi durant l'hiver 1915, 4 000 Assyriens sont morts, affaiblis par les maladies et la famine, ainsi qu'environ 1 000 victimes dans les villages de la région d'Ourmia.

### Khoy
Au printemps 1918, de nombreux Assyriens commencent à fuir la Turquie actuelle. Mar Simon XIX Benjamin s'était arrangé pour que quelque 3 500 Assyriens puissent résider à Khoy, ville de la province de l'Azerbaïdjan occidental en Iran. Peu de temps après leur installation, les troupes kurdes de l'armée ottomane massacrent presque la totalité de la population. L'un des rares survivants, le prêtre Jean (Yohannan) Eshoo déclare avoir pu s'échapper :

« Vous avez sans doute entendu parler du massacre des Assyriens à Khoi, mais je suis certain que vous ne connaissez pas les détails.

 La ville est littéralement devenue un abattoir humain où l'on exécute les victimes sans voix par groupes de dix voire de vingt à la fois. Ces Assyriens impuissants marchaient comme des agneaux vers l'abattoir.

Les bourreaux commençaient par couper d'abord les doigts de leurs victimes, un par un, jusqu'à ce que les deux mains aient été entièrement coupées. Puis ils les étendaient sur le sol tels des animaux, on leur tranchait la gorge à moitié de manière à prolonger la douleur avant la mort, et tout en se débattant, agonisant, les victimes étaient couvertes de coups. Beaucoup d'entre elles, étaient jetées dans les fossés et enterrées avant même d'avoir succombé aux tortures de leurs bourreaux.

Les jeunes femmes ainsi que les jeunes filles de belle apparence ont quant à elles plaidé pour être tuées. Cependant, elles ont été forcées contre leur volonté à entretenir les harems. »

### Camps de Baaqouba
À la mi-1918, l'armée britannique avait convaincu les Ottomans de libérer environ 30 000 Assyriens de diverses parties de la Perse. Les Britanniques décident de les expédier à Baaqouba, en Irak. Le voyage dure seulement 25 jours, mais au moins 7 000 d'entre eux perdent la vie pendant le transfert. Certains meurent de froid, d'autres de faim ou encore de maladie, d'autres civils sont la proie d'attaques de bandes armées kurdes et arabes. Arrivés à Baaqouba, les Assyriens sont contraints de se défendre par leurs propres moyens contre d'autres raids arabes.
En 1920, les Britanniques décident de fermer les camps de Baqouba. La majorité des Assyriens réfugiés dans ces camps décident alors de retourner dans les montagnes du Hakkiari, tandis que les autres se dispersent à travers la Mésopotamie sous mandat britannique, où il y avait déjà d'anciennes communautés assyriennes fondées il y a déjà plus de cinq mille ans.
En 1933, alors que le nouvel État irakien vient d'acquérir son indépendance, un massacre de plusieurs milliers d'Assyriens sans défense a lieu à Simele et dans d'autres régions de l'Irak. Ces massacres sont perpétrés par l'armée irakienne aidée par des bandes kurdes. En 1961, de nombreux villages assyriens sont à nouveau rasés en Irak ; ce genre de destructions sont également fréquentes au cours du génocide kurde commis par Saddam Hussein en 1988. Jusqu'à nos jours, les Assyriens constituent une minorité relativement importante en Irak. Cependant, depuis la chute du régime de Saddam Hussein, ceux-ci sont fréquemment la cible d'attaques perpétrées par d'autres groupes ethniques musulmans tentant de faire fuir ce peuple autochtone de l'ancienne Mésopotamie et ainsi prendre le pouvoir dans la région du Nord de l'Irak, région abritant encore de grandes réserves pétrolières. Certains parlent même d'un nouveau génocide du peuple assyrien ayant pour but d'effacer totalement leur présence en Irak et plus généralement au Moyen-Orient.

### Résistance assyrienne en Iran
Les Assyriens en Perse se sont armés sous le commandement du général Agha Petros, qui avait été approché par les Alliés pour combattre les Ottomans.
Ils se sont révélés être d'excellents soldats. Constituée de volontaires, l'armée d'Aghas Petros avait peu de chance de vaincre les forces ottomanes et kurdes, pourtant à Saldouze malgré leur nombre de loin inférieur, les 1 500 cavaliers assyriens ont surmonté les forces ottomanes comptant plus de 8 000 soldats, commandées par Kheiri Bey. Agha Petros a également vaincu les Ottomans dans l'enjeu majeur de Saoudj Bulak. Il réussit même à repousser l'ennemi jusque Rowanduz.
De nombreux affrontements relativement mineurs avec les Ottomans et les Kurdes sont également couronnés de succès.
Malgré ces victoires, les forces assyriennes en Perse ont été grandement affectées par le retrait de la Russie et l'effondrement de la résistance arménienne dans la région. Elles ont été abandonnées à leur sort, sans armements, en infériorité numérique et cernées par les forces ottomanes.

## Nombre de victimes
Les chercheurs ont relaté les événements dans quelques villes du Sud-Est de l'Empire comme suit: les massacres ayant touché le peuple assyrien ont fait 25 000 victimes à Midyat, 21 000 à Jezira-ibn-Omar, 7 000 à Nisibe, 7 000 à Urfa, 7 000 dans la région de Qudshanis, 6 000 à Mardin, 5 000 en Diyarbekir, 4 000 à Adana, 4 000 dans la région de Brahimie, et 3 500 à Harput,,,.
Le 4 décembre 1922, le Conseil national des Assyro-Chaldéens a déclaré dans ses notes diplomatiques que le nombre total de décès était inconnu. Ils estiment que près de 275 000 Assyro-Chaldéens sont morts entre 1914 et 1918.La plupart des estimations des années précédant immédiatement la guerre indiquent une population assyrienne totale allant de 500 000 à 600 000.Compte tenu de ces éléments et de nouveaux rapports plus précis publiés après 1922, l'on retient le plus souvent le nombre de 175 000 à 275,000 victimes, représentant environ 50 % de la population assyrienne de l'époque.
Malgré le nombre impressionnant de victimes, les Assyriens n'ont pas été un peuple facile à exterminer, ils étaient fréquemment armés et étaient « aussi féroces que leurs voisins kurdes ».
Les tableaux suivants renseignent sur le nombre d'Arméniens et d'Assyriens avant et après la Première Guerre mondiale.
| Population chrétienne dans la province de Diyarbakır avant et après la Première Guerre mondiale |                           |                                   |          |                                   |
|                                                                                                 | Rite                      | Avant la Première Guerre mondiale | Disparus | Après la Première Guerre mondiale |
| Arméniens                                                                                       | Apostoliques (orthodoxes) | 60 000                            | 58 000   | 2 000                             |
| Arméniens                                                                                       | Arméniens catholiques     | 12 500                            | 11 500   | 1 000                             |
| Assyriens                                                                                       | Chaldéens catholiques     | 11 120                            | 10 010   | 1 110                             |
| Assyriens                                                                                       | Syriens catholiques       | 5 600                             | 3 450    | 2 150                             |
| Assyriens                                                                                       | Syriens jacobites         | 84 725                            | 60 725   | 24 000                            |
| Total                                                                                           |                           | 173 945                           | 143 685  | 30 260                            |

| Populations chrétiennes dans la province de Mardin avant et après la Première Guerre mondiale |                       |                                   |          |                                   |
|                                                                                               | Sect                  | Avant la Première Guerre mondiale | Disparus | Après la Première Guerre mondiale |
| Arméniens                                                                                     | Catholiques           | 10 500                            | 10 200   | 300                               |
| Assyriens                                                                                     | Chaldéens catholiques | 7 870                             | 6 800    | 1 070                             |
| Assyriens                                                                                     | Syriens catholiques   | 3 850                             | 700      | 3 150                             |
| Assyriens                                                                                     | Syriens jacobites     | 51 725                            | 29 725   | 22 000                            |
| Total                                                                                         |                       | 73 945                            | 49 875   | 24 070                            |

En avril 1915, après un certain nombre de tentatives infructueuses, les troupes kurdes et ottomanes envahissent Gever, une région de Hakkari, et massacrent toute la population. Le même mois d'avril 1915, les troupes kurdes encerclent le village de Tel Mozilt et emprisonnent 475 hommes (parmi eux, le révérend Gabrial, prêtre célèbre pour sa barbe rousse). Le lendemain matin, les prisonniers ont été alignés par lignes de quatre et ont été fusillés tandis que les discussions sur ce qu'il fallait faire des femmes et des orphelins se poursuivaient entre Kurdes et fonctionnaires ottomans. L'année précédente, en octobre 1914, 71 hommes assyriens de Geverr avaient déjà été arrêtés et emmenés au centre de l'administration locale à Bashkala et où ils avaient été assassinés.

## Documents et articles publiés sur le génocide assyrien

Le Washington Post et d'autres grands quotidiens occidentaux font rapport sur le génocide assyrien.

Un article du New York Times, à la date du 27 mars 1915.

### Livres de témoignage
- Joseph Naayem fut un témoin oculaire des massacres de 1915. Il put recueillir des documents inédits et des témoignages de rescapés. L'ouvrage de Naayem, ancien aumônier des prisonniers de guerre Alliés en Turquie et officier de l'Instruction publique, Les Assyro-Chaldéens et les Arméniens massacrés par les Turcs fut publié par Bloud & Gay en 1920 à Paris.
- Eugène Griselle, Syriens et Chaldéens, leurs martyres, leurs espérances, 1914-1917, 1918.
- Isaac Armalé, témoin des massacres à Mardin en 1915, rédige en arabe Les calamités des chrétiens.
- Joel E. Werda The Flickering Light of Asia or The Assyrian Nation and Church, 1924 . Le récit des derniers mois et de l’assassinat du Patriarche Mar Simon XIX Benjamin.

Trois pères dominicains, présent à Mardin au moment des massacres témoignent :
- Jacques Réthoré, Les chrétiens aux bêtes. Souvenir de la guerre sainte proclamée par les Turcs contre les chrétiens en 1915,
- Hyacinthe Simon, Mardine. La ville héroïque. Autel et tombeau de l'Arménie durant les massacres de 1915,
- Marie-Dominique Berré, Massacres de Mardin.

### Articles de journaux
Les articles de journaux suivants relatent les massacres commis contre les Assyriens :
- Lord James Bryce, British Government Report on the Armenian Massacres of April-December 1915
- Assyrians Burned in Church, Lowell Sun (Massachusetts), 1915
- Assyrians Massacred in Urmia, San Antonio Light (Texas), 1915
- Assyrians Massacred in Urmiah, Salt Lake Tribune (Utah), 1915
- Chaldean Victims of the Turks, The Times (Royaume-Uni), 22 novembre 1919, p. 11
- Christian Massacres in Urmiah, The Argus (Australie), 1915
- Extermination of the Armenian Race, The Manchester Guardian (Royaume-Uni), 1915
- Many Assyrian Perish, Winnipeg Free Press (Canada), 1915
- Massacred by Kurds; Christians Unable to Flee from Urmia Put to Death, Washington Post, 14 mars 1915, p. 10
- Massacres of Nestorians in Urmia, The New York Times (New York), 1915
- Massacres Kept Up, The Washington Post (États-Unis), 26 mars 1915, 1.
- Native Christians Massacred; Frightful Atrocities in Persia, Los Angeles Times, 2 avril 1915, p I-1
- Nestorian Christians Flee Urmia, The New York Times (New York), 1915
- Syrian Tells of Atrocities, Los Angeles Times (Californie), 15 décembre 1918, at I–1.
- The Assyrian Massacres, Manchester Guardian (Royaume-Uni), 5 décembre 1918, at 4
- The Suffering Serbs and Armenians, The Manchester Guardian (Royaume-Uni), 1915, p. 5
- Turkish Horrors in Persia, The New York Times (New York), 11 octobre 1915
- Turks Kill Christians in Assyria, Muscatine Journal (Iowa), 1915
- Turkish Troops Massacring Assyrians, Newark Advocate (New Jersey), 1915
- Turkish Horrors in Persia, The New York Times (New York), 1915
- The Total of Armenian and Syrian Dead, Current History: A Monthly Magazine of the New York Times, novembre 1916, 337–38

Hannibal Travis, professeure de droit à la Florida International University, écrit dans la revue scientifique Études sur le génocide et la prévention, une revue connue internationalement que :

« De nombreux articles publiés dans la presse américaine documentent sur le génocide des Assyriens commis par les Turcs et leurs alliés kurdes. En 1918, le Los Angeles Times a suivi l'histoire d'un Syrien, ou le plus souvent connu sous le nom Assyrien, ce marchand d'Urmia a déclaré que sa ville est complètement détruite, les habitants ont été massacrés, 200 villages environnants ont également été ravagés, faisant plus de 200 000 victimes ainsi que des centaines de milliers d'autres mortes de faim durant les déportations.
D'autres grands journaux britanniques et américains ont corroboré ces faits de génocide à l'encontre du peuple assyrien. The New York Times a indiqué le 11 octobre que 12 000 chrétiens persans avaient été massacrés, étaient morts de faim ou de maladie ainsi que des milliers de jeunes filles parfois âgées d'à peine 7 ans avaient été violées ou convertis de force à l'islam ; les villages chrétiens détruits, et les trois quarts de ces villages chrétiens brûlés. Le Times de Londres était quant à lui le premier à publier des documents sur le fait que 250 000 Assyro-Chaldéens périrent durant le génocide des chrétiens ottomans, un chiffre que de nombreux journalistes et universitaires ont par la suite accepté… »

### Citations
Déclarations de missionnaires allemands présents à Ourmia :

« Il n'y avait absolument aucun pouvoir permettant de protéger ces gens malheureux de l'assaut sauvage des forces d'invasion ennemie. C'était une situation dramatique. À minuit, le terrible exode a commencé, un cortège de 25 000 hommes, femmes et enfants, Assyriens et Arméniens, engagés dans un long et pénible voyage jusqu'à la frontière russe, pieds nus dans la neige et la boue, sans aucun type d'équipements… C'était un spectacle terrible, … beaucoup de personnes âgées et d'enfants sont morts le long du chemin. »

« Les dernières nouvelles montrent que quatre mille Assyriens et cent Arméniens sont morts de maladie au cours des cinq derniers mois. Tous les villages de la région mis à part deux ou trois exceptions ont été pillés et incendiés, vingt mille chrétiens ont été abattus en Arménie et dans ses environs. À Haftewan, un village de Salmas, 750 cadavres sans tête ont été retrouvés dans les puits et les citernes. Pourquoi ? Parce que le commandant avait mis un prix sur chaque tête de chrétiens… Un nombre important de chrétiens furent également jetés en prison et contraints à se convertir à l'islam. »

Le rédacteur V.Rockwell du New York Times publie un article en 1916 intitulé The Number of Armenian and Assyrian Victims. Il déclare dans l'article :

« Les Arméniens ont été massacrés mais ceux-ci ne sont pas les seules victimes, les Assyriens ont également été anéantis, une grande partie de leur population a été assassinée. […] Beaucoup d'Assyriens ont péri, mais on ne sait pas combien exactement… En six mois le gouvernement des Jeunes-Turcs a réussi à faire ce que les "vieux Turcs" n'ont pas été en mesure de réaliser pendant six siècles. […] Des milliers d'Assyriens ont disparu de la surface de la terre. »

Frédéric Masson écrit le 25 juillet 1916 dans le journal Le Gaulois :

« Un peuple , petit par les débris, immense par les gloires qu'il assume ou qu'il rappelle, le peuple chaldéen a presque entièrement péri sans que l'Europe s'émût et sans que nul n'y prît intérêt. »

Déclarations de Sir Henry Robert Conway Dobbs, haut-commissaire du royaume d'Irak sous mandat britannique de 1923 à 1929 :

« Aucun peuple dans les États en guerre en 1914-1918 n'a pu échapper aux horreurs de la Première Guerre mondiale, mais il n'y eut aucune nation qui, comme les Assyriens, eût perdu les deux tiers de son peuple. »

Le comte de Listowel a déclaré à la Chambre des lords le 28 novembre 1933 :

« les Assyriens ont combattu à nos côtés pendant la guerre et ont fait d'énormes sacrifices, leur population a été réduite de près des deux tiers de leur nombre total… »

## Reconnaissance

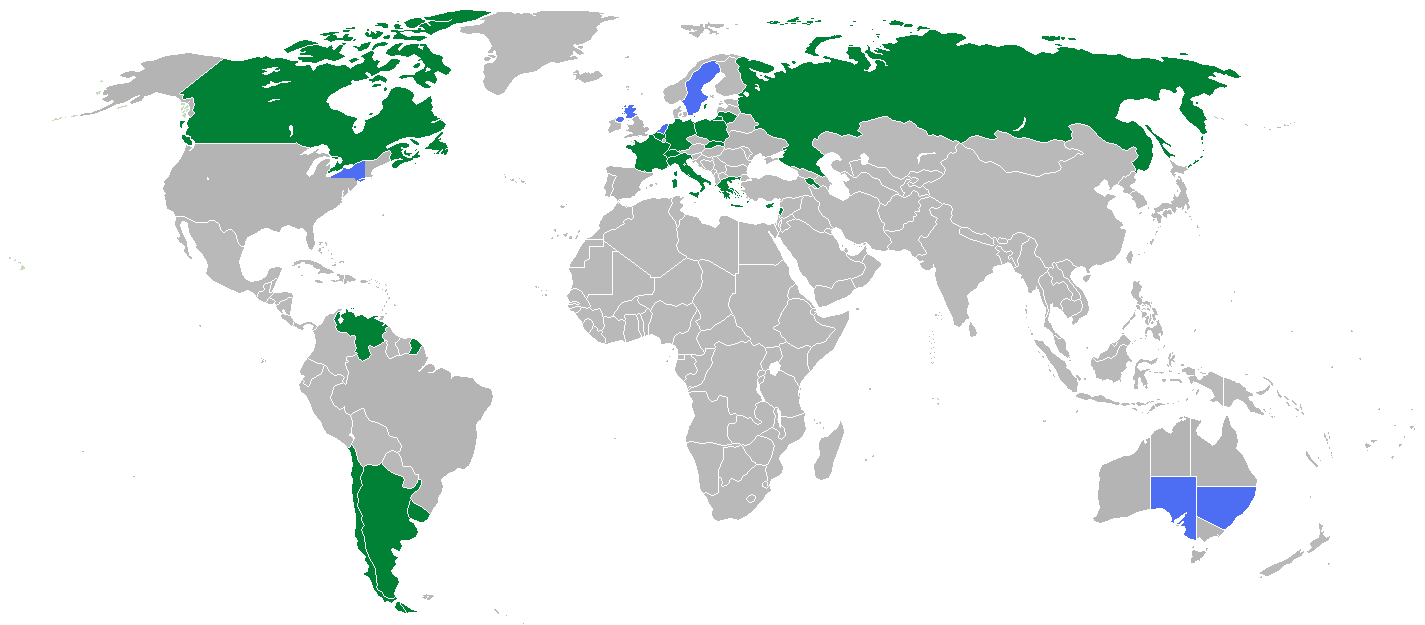
Les États indiqués en bleu ont officiellement reconnu le génocide des Assyriens, les États en vert sont ceux ayant reconnu le génocide arménien et étant susceptibles de reconnaitre dans un avenir plus ou moins proche les génocides perpétrés contre les autres peuples chrétiens d'Anatolie.

Le 11 mars 2010, le génocide du peuple assyrien a été officiellement reconnu par le parlement suédois, aux côtés des génocides des Arméniens et Grecs pontiques,,.
Le génocide assyrien est également reconnu par la Nouvelle-Galles du Sud (NSW) en Australie.
Le parlement de l'État d'Australie-Méridionale (South Australia) reconnaît à son tour le génocide assyrien.
Le génocide assyrien a également été reconnu par les trois derniers gouverneurs de l'État de New York,.
Contrairement au génocide arménien, reconnu par de nombreux pays et organisations internationales, et considéré comme l'un des quatre génocides officiellement acceptés par l'ONU, les massacres d'Assyriens souffrent de reconnaissances en tant que génocide.
Ce manque de reconnaissance est sans doute dû au fait que la nation assyrienne est souvent méconnue. En effet, ayant été réduit de plus de 70 % en 1915, ce peuple a souffert tant au niveau politique que social, économique, identitaire et démographique. Cependant depuis l'émigration en masse des Assyriens en Europe, aux États-Unis et en Océanie au cours des années 1970 à 1990, et depuis l'apparition de l'État islamique au début du XXIe siècle et les persécutions qu'ils continuent à subir dans leur terre natale (Turquie, Irak, Syrie, Iran et Liban), une lutte croissante s'organise pour la reconnaissance. Ce qui expliquerait la raison pour laquelle les reconnaissances sont assez récentes,,,.
En décembre 2007, l'Association internationale des spécialistes des génocides (International Association of Genocide Scholars), leader mondial des organisations de chercheurs sur les génocides, adopte avec une écrasante majorité (83 % des voix pour) une résolution reconnaissant officiellement le génocide assyrien, ainsi que le génocide des Grecs pontiques.
Le 24 mars 2015, le Parlement arménien vote à l'unanimité une résolution reconnaissant et condamnant le génocide des Grecs et des Assyriens dans l'Empire ottoman (puis la jeune république turque) entre 1915 et 1923. De même, le 10 avril 2015, le parlement des Pays-Bas vote une résolution contraignante reconnaissant le génocide des Assyriens, Grecs et Arméniens par les Turcs ottomans pendant la Première Guerre mondiale.
Le 12 avril 2015, le pape François déclare pendant la messe célébrée à l'occasion du centenaire du génocide arménien au Vatican : « Notre humanité a vécu, le siècle dernier, trois grandes tragédies inouïes : la première est celle qui est généralement considérée comme « le premier génocide du XXe siècle » ; elle a frappé votre peuple arménien – première nation chrétienne –, avec les Syriens catholiques et orthodoxes, les Assyriens, les Chaldéens et les Grecs. ». Le Pape proclame également à cette occasion Grégoire de Narek, saint d'origine arménienne, 36e docteur de l'Église,.
Le 29 avril 2024, l'Assemblée nationale (France) adopte une résolution portant sur la reconnaissance et la condamnation des Assyro Chaldéens.

### Monuments
Malgré le nombre assez faible de reconnaissances, de nombreux gouvernements ont permis d'établir des monuments commémorant le génocide assyrien, citons notamment la France, la Suède, les États-Unis, l'Australie, la Belgique ou encore la Russie. Le gouvernement suédois s'est même engagé à payer tous les frais du monument à la suite de fortes pressions de la communauté assyrienne assez importante sur le territoire suédois. Aux États-Unis, trois monuments sont dédiés à ce génocide : un établi à Chicago, un à Columbia en Californie et un troisième à Los Angeles,.
À la suite du combat quotidien du peuple assyrien, de plus en plus de gouvernements autorisent la construction de monuments en hommage aux victimes du génocide commis par l'Empire ottoman. C'est dans ce cadre que l'Arménie a décidé de dédier un monument à la mémoire du génocide assyrien, placé dans la capitale, Erevan, à proximité immédiate du monument dédié au génocide arménien.
Parmi les nombreux monuments érigés, celui de Fairfield (EN) en Australie (une banlieue de Sydney où 10 % de la population est d'origine assyrienne), il a été inauguré le 7 août 2010. La statue représentant une main portant le globe terrestre, est drapée du drapeau assyrien et fait un peu plus 4,5 mètres de haut. Elle a été conçue par Lewis Batros. Le mémorial est placé dans une réserve qui porte le nom de « Jardin de Ninive » en mémoire de la nation assyrienne. La statue et le nom de la réserve ont été proposés en août 2009 par l'Alliance universelle assyrienne. Après consultation avec la communauté, le Conseil de Fairfield a reçu plus de 100 soumissions en faveur du monument, y compris certaines de l'étranger, et deux pétitions. Cependant, la proposition a été condamnée par la communauté turque d'Australie (Q) qui a même tenté d'empêcher la construction de ce mémorial ; le gouvernement turc, représenté par le Ministre des Affaires étrangères, a tout tenté pour faire pression sur le gouvernement australien.
En France, à Sarcelles, la Stèle de Baqubah est un mémorial situé au centre de la Place des Assyro-Chaldéens, le rond-point situé à proximité immédiate de l'Église chaldéenne de Saint-Thomas-Apôtre (Sarcelles étant une ville où une communauté importante d'Assyro-Chaldéens a trouvé refuge en France). C'est aussi le cas dans quelques autres communes, dont Gonesse et Garges-les-Gonesse .
Un autre monument dédié aux martyrs du Seyfo a été érigé en Belgique le 4 août 2013 à Banneux. Un bloc de pierre de plus de 12 tonnes sur lequel sont gravés pour l'éternité le drapeau assyrien et une colombe tuée.

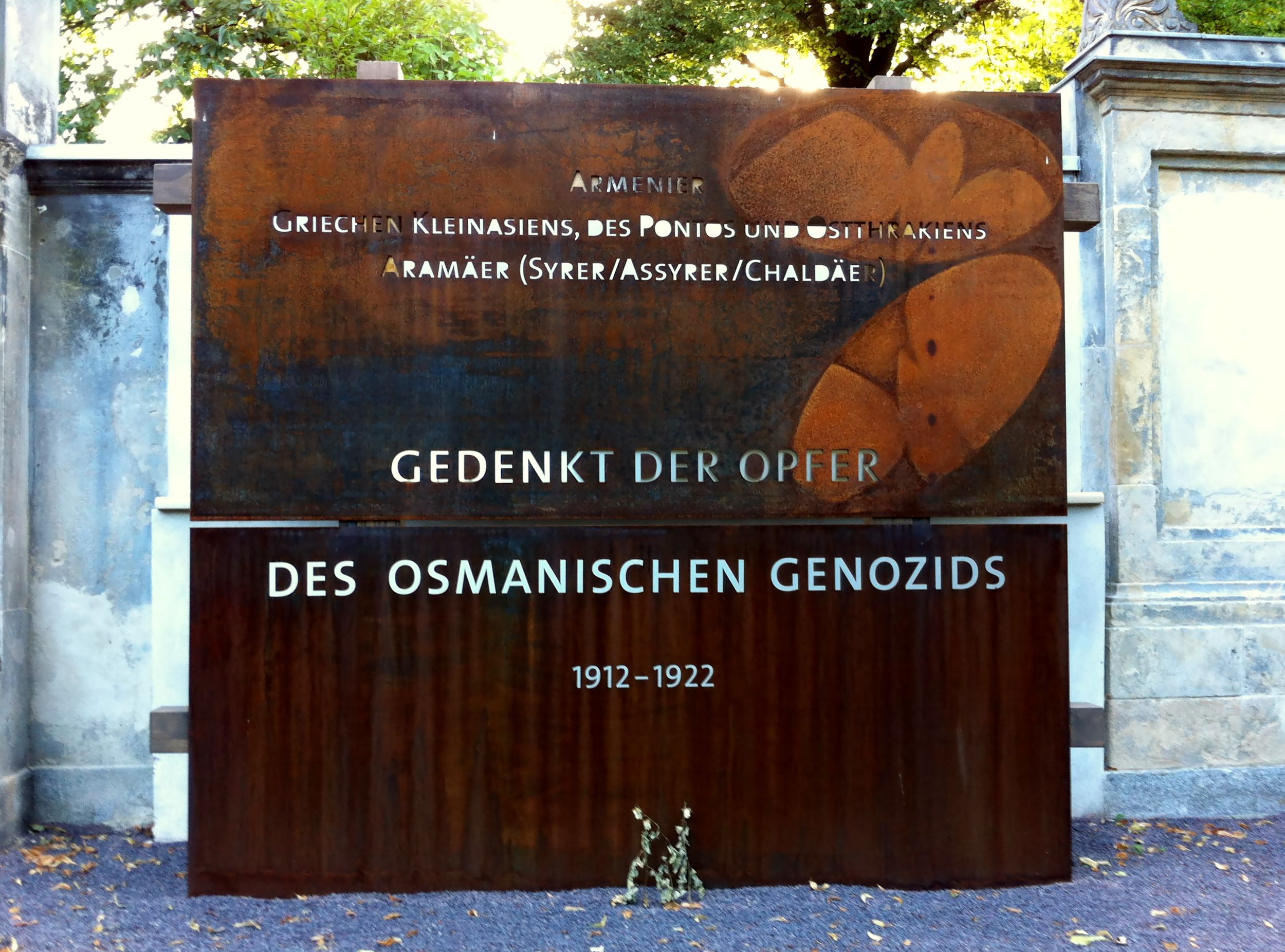
Westend (Berlin)
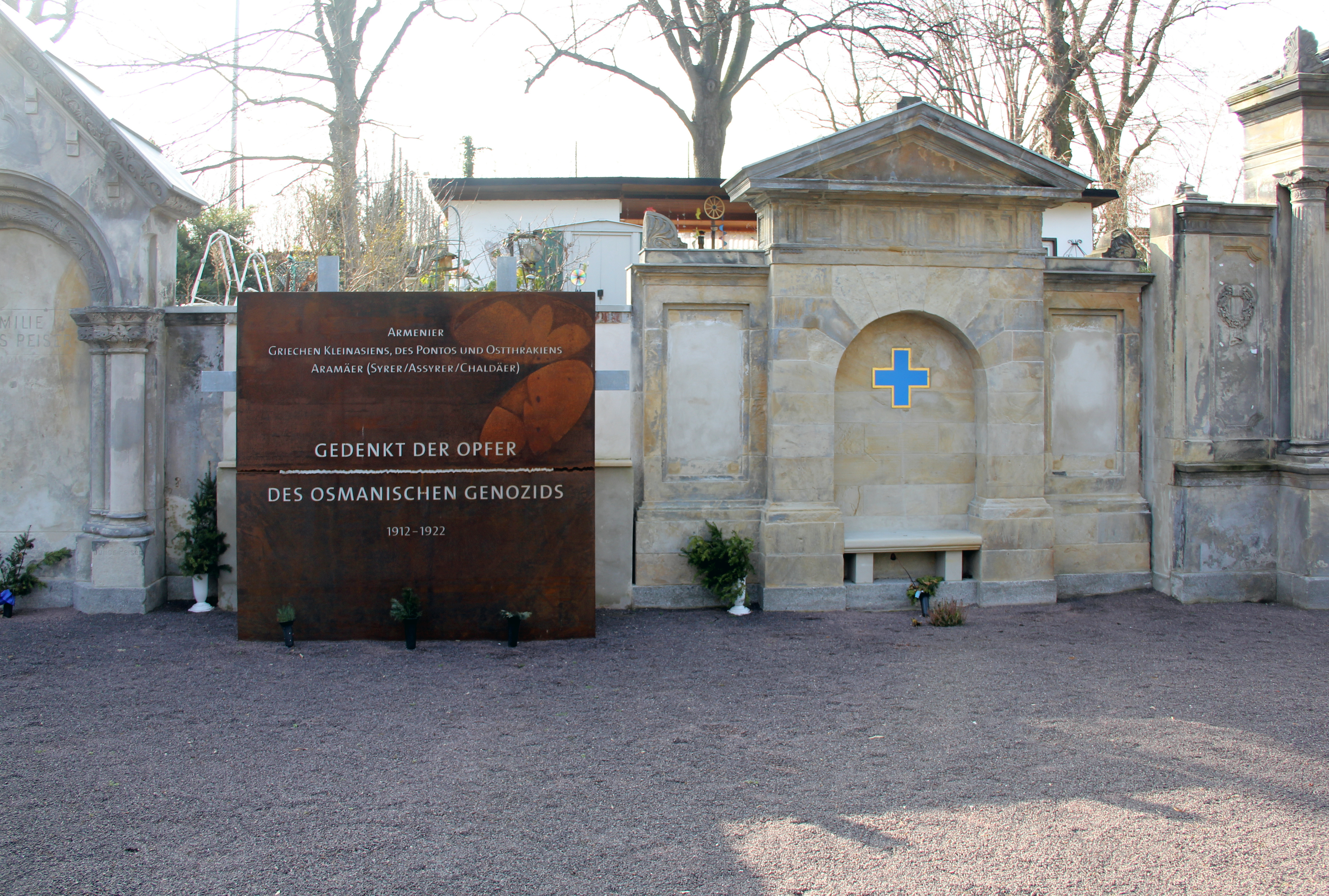
Westend (Berlin)
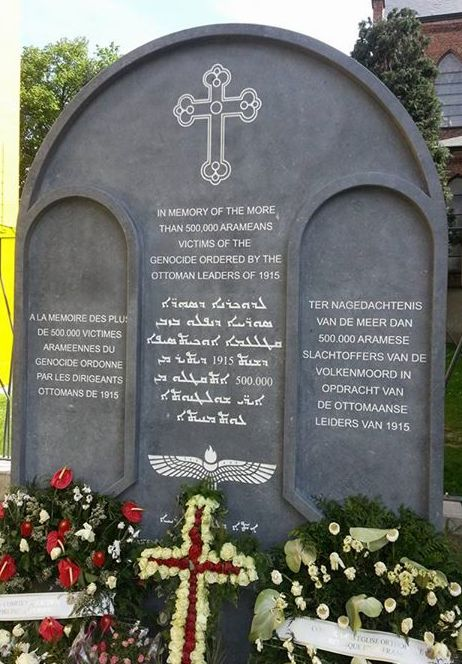
Jette, région bruxelloise
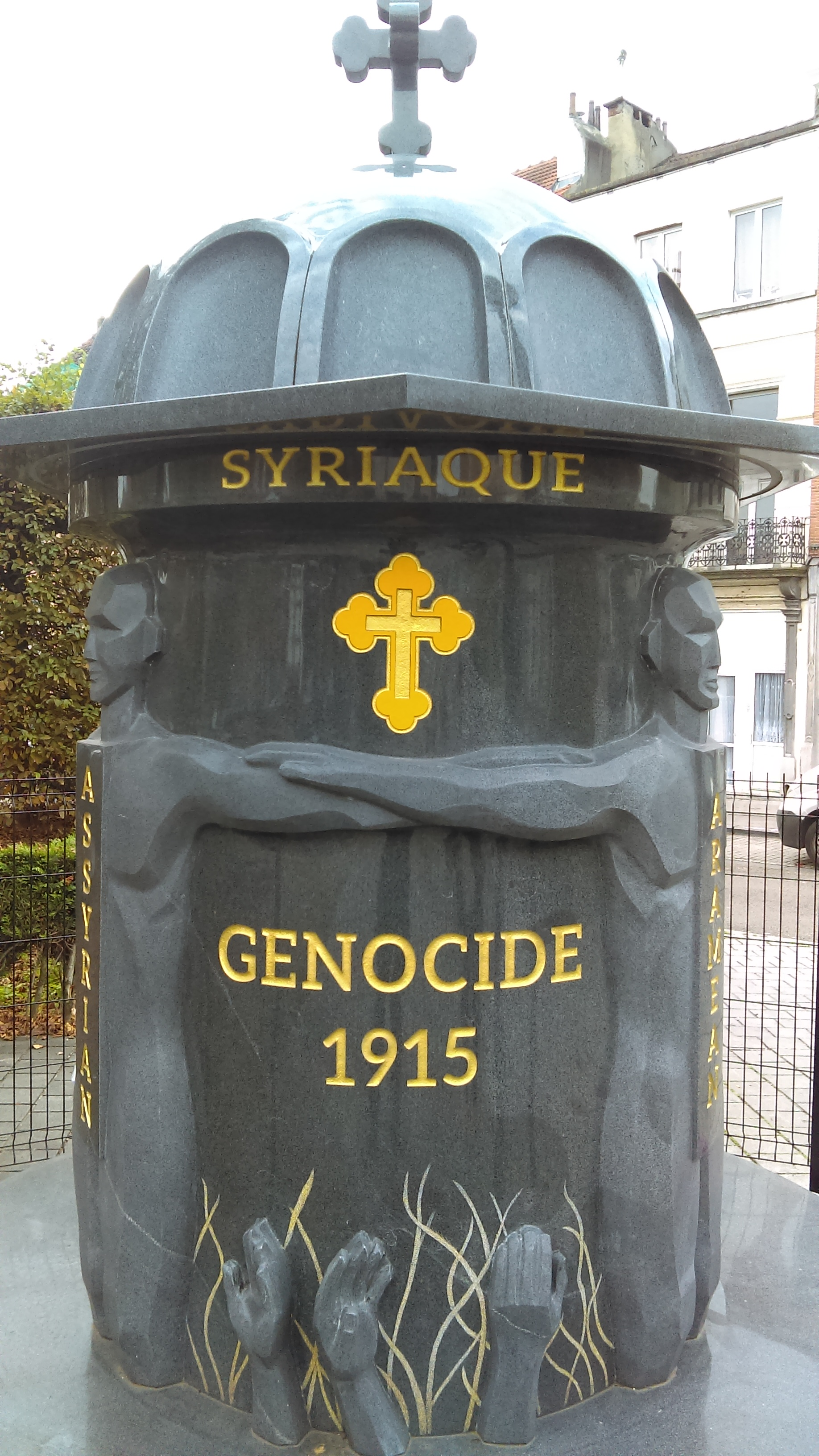
Etterbeek, Bruxelles
Sarcelles, près de Paris, en France
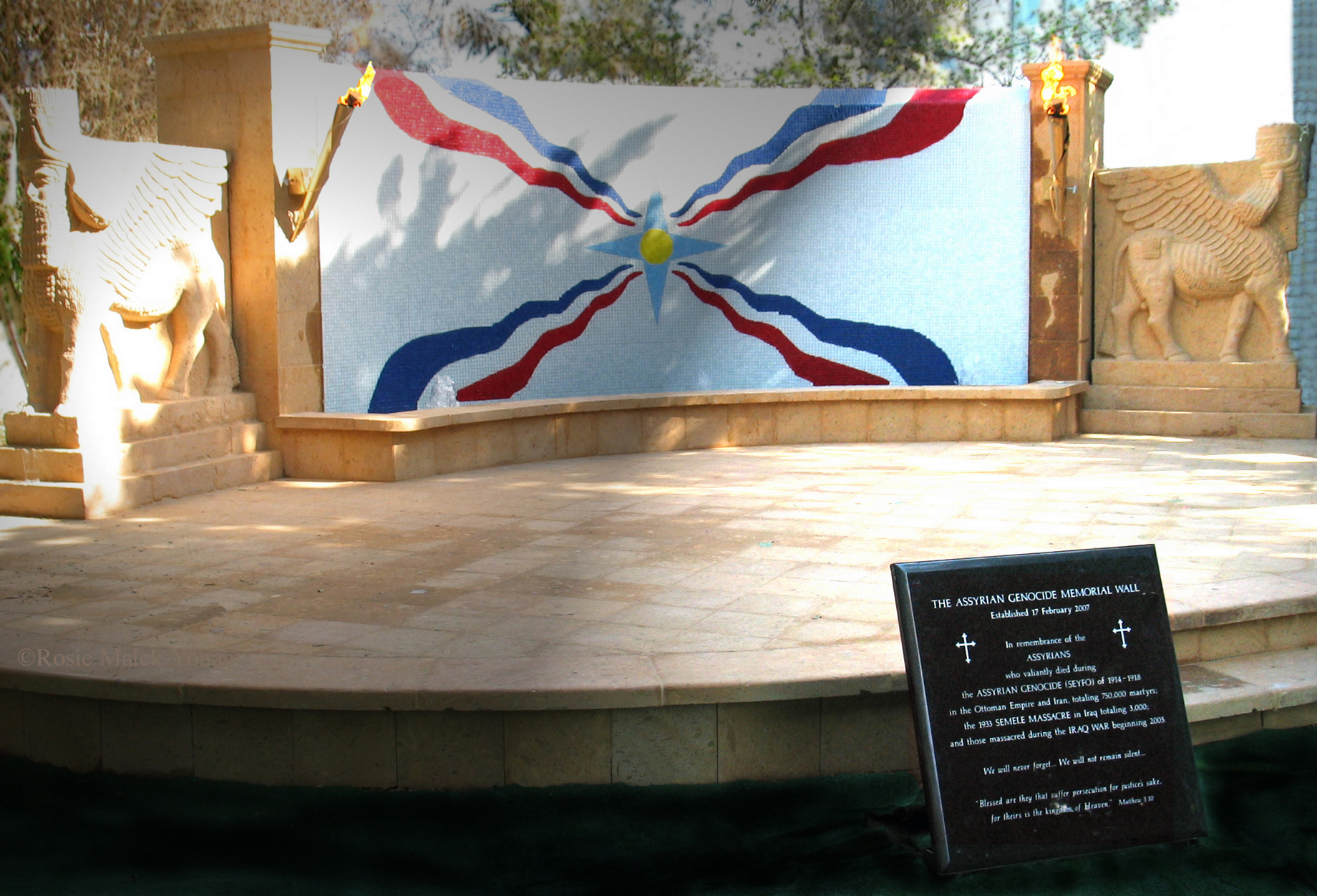
Tarzana, California (2007)
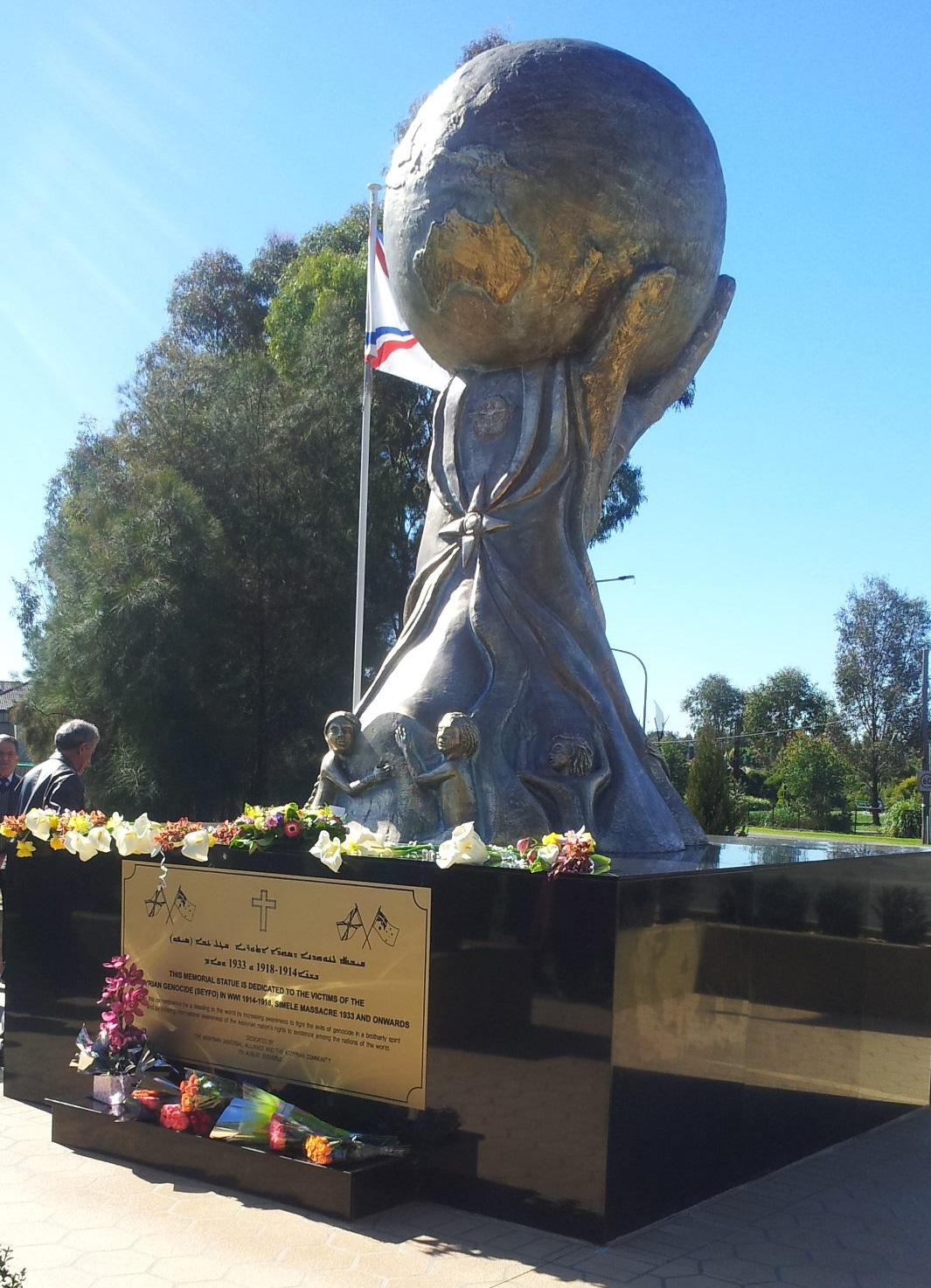
Sydney

### Ouvrages et documentaires ayant retenu l'attention sur le génocide
Le roman d'Orhan Pamuk, journaliste et écrivain turc, Neige publié en 2002 entraîne un débat profond sur l'histoire de la nation turque. Dans le roman, le lecteur retrouve d'innombrables références au génocide des chrétiens sous forme de sous-entendus. Par exemple, Orhan Pamuk raconte comment le personnage principal se promène parmi les églises abandonnées et se demande comment il se fait qu'elles sont vides à présent. Orhan a reçu pour son ouvrage le prix du marché littéraire allemand et le prix Nobel de littérature en 2006, mais a également été inculpé en Turquie pour trahison à l'encontre de l'État turc,. Cet acte illustre bien la politique gouvernementale refusant toute référence au génocide et n'hésitant pas à emprisonner les chrétiens faisant entendre leurs voix sur celui-ci.
David Gaunt, professeur et historien suédois, publie à son tour un livre sur le génocide en 2006. Le livre, qui est un rapport académique complet sur les événements de 1915-1916, renforce l'image du génocide des Assyriens, des Arméniens et des Grecs, prouvant que ces massacres de masses étaient bien un plan systématique et délibéré commis dans le but d'exterminer la présence chrétienne dans la région. Les recherches publiées montrent comment près de 90 % de la population chrétienne de l'Empire ottoman a été éliminée. Le livre comprend également des descriptions détaillées des événements dans les différents villages assyriens. David Gaunt déclare même : « Aucune personne sensée qui lit ce livre ne peut prétendre que rien ne s'est passé en 1915 ».
Le 9 octobre 2006, une émission relatant les faits commis en 1915 a été diffusée sur Nederland 2, chaîne de télévision néerlandaise. Le documentaire a été réalisé en collaboration avec le Seyfo Center des Pays-Bas (organisation internationale assyrienne ayant pour activité la recherche de reconnaissance et la publication sur les massacres commis en 1915 contre le peuple assyrien) présidé par le chercheur Sabri Atman. Ce documentaire s'intitule Assyriche Genocide Seyfo 1915.
En langue française, les ouvrages et reportages portant sur ce génocide sont moins nombreux mais ne manquent pas pour autant. En 2014, après avoir écrit depuis 1984 sur la question assyro-chaldéenne, le professeur Joseph Yacoub, descendant de rescapés, apporte « le premier ouvrage d'envergure » sur la question. Du côté des films documentaires, Robert Alaux et Nahro Beth-Kinnea réalisent en 2006 un documentaire de 52 minutes sur les massacres d’Assyro-chaldéens en Turquie. Le documentaire mentionne différentes sources écrites (correspondance diplomatique, témoignage d’ecclésiastiques) et se fonde sur des témoignages de chercheurs et, surtout, de survivants.

### Institutions scolaires
Au Canada, les atrocités commises lors du génocide assyrien ainsi que lors du génocide arménien sont incluses dans un cours portant sur les génocides historiques. Les organisations turques, ainsi que d'autres organisations musulmanes non-turques, ont protesté contre cette décision. En 2009, le Premier ministre de Turquie Recep Tayyip Erdoğan fait référence à deux conflits, les considérant comme génocides, alors que son propre gouvernement ne reconnaît ni le génocide des Arméniens, ni celui des Grecs pontiques et des Assyriens, ces deux conflits sont la guerre en Israël contre les Palestiniens du Hamas à Gaza en 2008-2009 et la répression chinoise contre les Ouïghours musulmans dans le Turkestan oriental au cours des émeutes de juillet 2009. Ceux-ci ne sont bien entendu pas reconnus comme tels et le nombre de victimes, ainsi que les répercussions, n'étant en rien comparables.

## Position turque

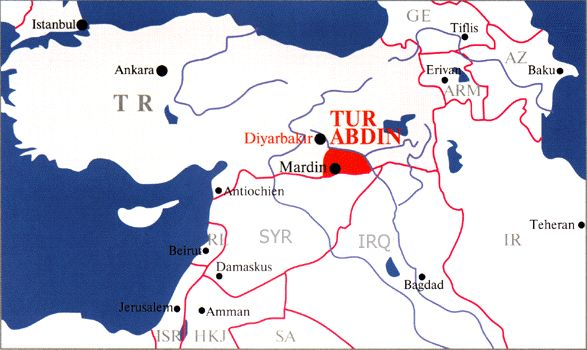
La région du Tur-Abdin, terre d'origine des Assyriens de Turquie encore majoritaires avant le génocide de 1915.

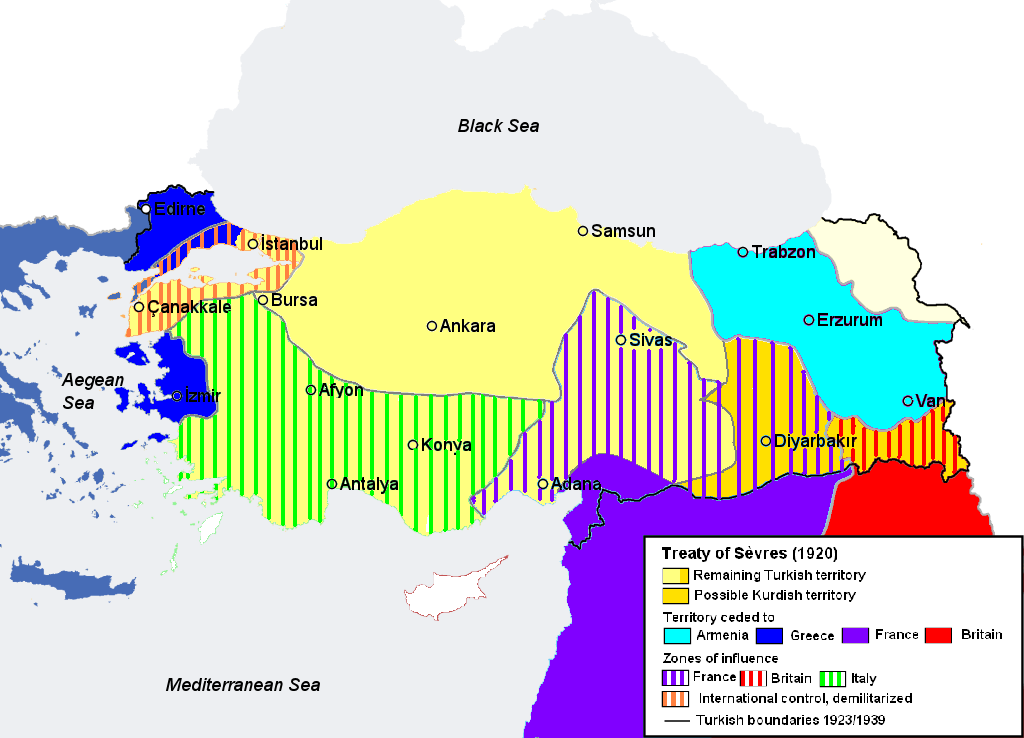
Territoire concédé (en bleu clair) à l'Arménie lors du traité de Sèvres en 1920.

Le gouvernement turc actuel maintient une position ferme de refus de la reconnaissance des génocides et condamne vivement toute reconnaissance du génocide par des gouvernements ou parlements étrangers,. Cependant, le gouvernement turc ne niait pas le génocide directement après la Première Guerre mondiale,. Il est présenté comme une cruelle conséquence de la guerre, appelée tragédie de 1915, et non comme un acte volontaire et formalisé. Les positions du gouvernement turc ne portent pas directement sur les génocides assyrien et grec mais sont niés au même titre que le génocide arménien.

### Conséquences pour la Turquie si reconnaissance il y avait
Au-delà des implications morales et psychologiques, aussi bien pour les gouvernements que pour les descendants des populations impliquées, la reconnaissance officielle du génocide de 1915 entraîne des enjeux financiers et territoriaux importants pour la Turquie. En effet, reconnaître le génocide porté contre les chrétiens de l'Empire ottoman ouvrirait la voie à des demandes de dommages et intérêts auxquelles la Turquie ne veut pas céder,. La Turquie pourrait être contrainte à payer une indemnisation pour les préjudices humains, moraux et matériels (comme l'Allemagne a dû le faire après la Shoah), voire de restituer des territoires à l'Arménie ainsi qu'aux populations assyriennes et grecques dont les terres d'origines se situent respectivement dans la région du Tour Abdin et au bord de la mer Noire.
Sachant que ce sont les Jeunes-Turcs et les kémalistes qui ont fondé la République en 1923, la majorité des dirigeants de la Turquie moderne sont issus des rangs jeunes-turcs. Ainsi, nombre d’entre eux ne veulent pas remettre en cause leur parti politique.

### Position officielle
Aujourd'hui, la République turque refuse de reconnaître l'existence du génocide et qualifie les événements de 1915-1916 de « Sözde Ermeni Soykırımı » (« prétendu génocide arménien »).
Sur le sol national, l'appareil judiciaire et juridique prévoit également des sanctions pour ceux qui contreviendraient à la version officielle turque : le nouveau Code pénal, censé rapprocher la Turquie des standards européens en matière de droits de l’homme, a été dénoncé par plusieurs organisations internationales dont Reporters sans frontières et Amnesty International, notamment à cause de son article 305 qui punit de trois ans à dix ans de prison et d'une amende tous « actes contraires à l’intérêt fondamental de la nation » ; la peine peut être étendue à quinze ans de prison si cette opinion est exprimée dans la presse. Mais des procès récents faits à des personnes s'exprimant au sujet du génocide (notamment Orhan Pamuk ou le prêtre assyrien Yusuf Akbulut),, montrent que le Code pénal turc (article 301) permet de poursuivre des défenseurs des droits humains, des journalistes et d’autres membres de la société civile exprimant pacifiquement une opinion dissidente,.
En avril 2005, le Premier ministre turc Recep Tayyip Erdoğan a proposé au président arménien Robert Kotcharian de mettre en place une commission d'historiens. Malgré cette proposition, Cemil Çiçek, porte-parole du gouvernement turc et ministre de la Justice, a parlé de « trahison » et de « coups de couteau dans le dos de la nation turque », à propos d'historiens universitaires turcs (non acquis à la thèse officielle turque) qui voulaient participer à un colloque traitant des « Arméniens ottomans au moment du déclin de l'empire » organisé en mai 2005 qui aurait dû avoir lieu dans des universités turques,. Le ministre arménien des Affaires étrangères Vardan Oskanian avait répondu en voyant dans la proposition de création de commission de la Turquie une volonté de « réécrire son histoire de manière éhontée et de vouloir la propager dans les autres pays ». Il faut par ailleurs noter que, à l'époque, il s'agit encore de l'empire ottoman et non de la République turque, mais que celle-ci empêche toujours les historiens de faire leur travail, car elle n'a toujours pas ouvert les archives ottomanes de cette époque. Même si le gouvernement turc affirme dans le même temps avoir ouvert toutes ses archives, cette affirmation n'a jamais pu être accréditée par des historiens indépendants,.

### Opinion publique turque
Une information libre et objective sur le sujet est impossible en Turquie. Ainsi, lorsque l’écrivain Orhan Pamuk a déclaré, en 2005, à un quotidien suisse, qu'« un million d'Arméniens et trente mille Kurdes ont été tués en Turquie », un sous-préfet de Sütçüler (région d'Isparta, au sud-ouest) a ordonné la destruction de tous ses livres. Le 16 décembre 2005, le procès d'Orhan Pamuk s'ouvre à Istanbul pour ces propos considérés comme une « insulte à l'identité nationale turque » et passibles à ce titre de six mois à trois ans de prison ; la justice turque abandonnera néanmoins les poursuites le 23 janvier 2006. Un autre exemple de cette politique est l'emprisonnement du prêtre assyrien Yusuf Akbulut. En effet, le père Yusuf a été arrêté pour avoir affirmé l'existence de l'holocauste assyrien de 1915 à côté du génocide arménien. Les journalistes, avaient espéré apparemment pouvoir citer un prêtre niant la validité de l'holocauste assyro-arméno-grec de 1915, mais ceux-ci ont été surpris par le père qui s'est mis en colère et qui a reconnu sans aucune contestation l'existence des massacres des populations chrétiennes de l'Empire ottoman. Après l'entrevue, les journalistes de Hurriyet ont publié un article sulfureux avec une photo du père Yusuf tenant une croix sous le titre « Un traître parmi nous ». Deux jours plus tard, le prêtre Yusuf est détenu par les militaires turcs et est accusé de trahison à l'encontre de l'État turc. L’opinion publique n’a accès qu’à la version officielle concernant ces massacres du début du siècle et rejette généralement la qualification de génocide, du moins ouvertement. En privé, certains Turcs reconnaissent la réalité des massacres. Le cas échéant, la population n'hésite d'ailleurs pas à manifester son rejet de certaines méthodes. Le 19 janvier 2007, Hrant Dink, rédacteur en chef de la revue arménienne d'Istanbul Agos et principal promoteur de la reconnaissance du génocide en Turquie, est assassiné par un jeune nationaliste. Près de cent mille manifestants descendent dans les rues d'Istanbul à l'occasion de ses funérailles, brandissant des pancartes proclamant « nous sommes tous des Arméniens », une première en Turquie où le discours restait jusqu'alors fortement imprégné par la position officielle du gouvernement.
La majorité des intellectuels et historiens turcs soutiennent la thèse niant le génocide. Néanmoins, certains intellectuels, personnalités, militants des droits de l'Homme ou professeurs turcs s'inscrivent en faux contre la version historique établie par Ankara.
Parmi les universitaires, on peut citer :
- Taner Akçam qui considère que les coupables du génocide font partie des fondateurs de la République de Turquie née sept ans plus tard et que le gouvernement turc ne peut donc pas « accepter que parmi les grands héros qui ont sauvé la patrie certains ont été des assassins »[107]. Il a été le premier Turc à avoir ouvert les archives ottomanes et assumer le génocide[108] ;
- Halil Berktay[109] (professeur à l'université d'İstanbul) qui n'hésite pas à qualifier de « berceuses » les thèses d'Ankara, ajoutant qu'« il y a des tonnes de documents prouvant la triste réalité » ;
- Ahmet İnsel[109] (universités de Paris I et Galatasaray) qui dénonce notamment, selon ses propres mots, le « délire négationniste » qui règne en Turquie, et qui se traduit, selon lui, par la négation de la souffrance arménienne, le refus de reconnaître les intentions génocidaires d'une partie des unionistes au pouvoir, et, enfin, par les accusations contre les Arméniens ;
- Fikret Adanır (voir sa contribution au colloque organisé par le CDCA, « L'actualité du génocide des Arméniens ») ;
- Altan Gökalp, Engin Akarlı ou encore Fatma Müge Göçek[109].

Les défenseurs des droits de l'Homme sont nombreux, mais mentionnons particulièrement Ali Ertem (et toute son association SKD contre le crime de génocide, « Soykırım Karşıtları Derneği »), Bülent Peker (Fondation turque des droits de l'Homme) ou Ragip Zarakolu (surnommée « Mère Courage »). Des livres et des expositions sur la communauté arménienne voient le jour et rencontrent un certain succès, ce qui semble indiquer une évolution des mentalités.
Le 15 décembre 2008, quatre intellectuels, Cengiz Aktar, Ali Bayramoglu, Ahmet İnsel et Baskın Oran, lancent la pétition özür diliyorum (« Nous leur demandons pardon »). Les auteurs, défenseurs de la cause depuis longtemps, travaillent depuis deux ans sur cette pétition qui vise à une reconnaissance par l'État turc du génocide arménien. Le texte dit : « Ma conscience ne peut accepter que l’on reste indifférent à la Grande Catastrophe que les Arméniens ottomans ont subi en 1915, et qu’on le nie. Je rejette cette injustice et, pour ma part, je partage les sentiments et les peines de mes sœurs et frères arméniens et je leur demande pardon ». Événement sans précédent en Turquie, le texte a recueilli plus de mille signatures d'intellectuels, d'artistes et universitaires turcs le jour même de son lancement. Les dix mille signatures sont atteintes deux jours plus tard. Mais des sites « concurrents » refusant de présenter des excuses, niant le génocide ou dénonçant au contraire l'attitude supposée arménienne durant la Première Guerre mondiale ont rapidement vu le jour et récolté également de nombreuses signatures.
Néanmoins, selon les sondages, huit Turcs sur dix pensent que leur pays devrait rompre les négociations d'adhésion avec l'Union européenne si celle-ci exigeait la reconnaissance du génocide.
Depuis 1993, un chapitre des manuels scolaires d'histoire est consacré aux arguments réfutant les allégations de génocide. En 2003, une circulaire du ministère de l'Éducation invite les enseignants à « dénoncer les prétentions des Arméniens ». Des concours de dissertation sont organisés dans les écoles, y compris dans les quelques écoles arméniennes qui subsistent à Istanbul. La presse turque finit par s'en émouvoir.
Le ministère turc de la Culture défend sur son site internet la version officielle de l'Histoire et, selon un rapport du parlement français, subventionne de nombreux sites internet défendant cette thèse.
Les 24 et 25 septembre 2005 s'est tenue pour la première fois en Turquie, dans un climat de fortes tensions, une conférence intitulée Les Arméniens ottomans au temps du déclin de l'empire. Annulée la veille sur ordre du tribunal administratif d'Istanbul, ce qui avait été commenté par la Commission européenne comme une provocation, cette conférence, qui était soutenue par le Premier ministre Recep Tayyip Erdoğan, a pu finalement avoir lieu à l'université Bilgi d'Istanbul. Le seul homme politique à y avoir participé est le membre du Parti républicain du peuple (gauche) Erdal İnönü, fils d’İsmet İnönü, le compagnon le plus proche de Mustafa Kemal.

## Le silence fait au génocide des Assyriens
Malgré le négationnisme turc, les massacres des populations chrétiennes d'Anatolie sont la majorité du temps appelés génocides. Cependant, seul le génocide arménien semble être internationalement reconnu, le génocide assyrien et celui des Grecs pontiques restant assez peu connus du grand public. Toutefois, de nombreuses voix s'élèvent ces dernières années et de nouvelles publications voient le jour chaque année concernant les génocides « oubliés ».[réf. nécessaire]
En réalité, le sort des Assyriens suscita de nombreuses interrogations parmi les historiens. Comme lors des massacres de 1895, les observateurs développèrent souvent l'idée, par manque d'information, ou par mauvaises intentions, que les massacres avaient visé exclusivement les populations arméniennes, excluant de fait les autres populations chrétiennes.
Les raisons principales qui font que la reconnaissance du génocide est peu répandue sont les suivantes (les raisons sont assez semblables à celles du génocide des Grecs pontiques) :
- La faiblesse intrinsèque des communautés assyriennes pendant cette période, divisées, repliées sur elles-mêmes et diminuées démographiquement. Elles eurent du mal, malgré les efforts désespérés des patriarches syriaques Rahmani et Afram Barsaum lors de la conférence de la paix, de faire entendre, sinon reconnaître par la communauté internationale, leurs propres épreuves[114].
- Le déficit quantitatif des sources premières et la rareté des témoignages qui purent parvenir jusqu'à notre époque. La guerre, qui a été menée jusqu'en 1918 dans le Tour Abdin, ainsi que la reprise en main énergique de ces territoires par la jeune république turque, empêchèrent les observateurs traditionnels, diplomates, militaires et ecclésiastiques, de rendre compte des massacres[114].

- Le manque de soutien international. En effet, le peuple assyrien n'ayant finalement pas obtenu son indépendance comme initialement prévu à l'issue de la guerre, celui-ci a eu par le passé de grandes difficultés à se faire entendre

.
- Les historiens assyriens attribuent ce manque de reconnaissance au nombre très faible de survivants assyriens[45]
- L’ONU, le Parlement européen et le Conseil de l’Europe n'ont jamais évoqué le problème.
- Le génocide du peuple assyrien, tout comme celui des Grecs pontiques, a été occulté par la question du génocide arménien[réf. nécessaire].
- Les interrogations suscitées par la question des amnisties prononcées à l'égard des Assyriens de Mardin et Nusaybin n'ont semé qu'embarras et confusion. Par ailleurs, celles-ci n'étaient que rarement respectées et quand elles l'étaient, étaient rapidement violées. Elles firent donc d'un cas isolé, une réalité historique laissant croire qu'il y avait deux catégories de victimes, les Arméniens d'un côté et les autres chrétiens de l'autre[114].

Ce manque de reconnaissance apparaît déjà aux lendemains des génocides portés contre les chrétiens d'Anatolie. C'est dans ce cadre que le traité de Lausanne de 1923 garantit aux Arméniens, Grecs et Juifs le droit entre autres à la liberté religieuse au sein du nouveau gouvernement turc. Cette liberté n'a cependant pas été accordée aux différentes Églises assyriennes (Église syriaque orthodoxe, Église syriaque catholique, Église chaldéenne et Église apostolique assyrienne de l'Orient). L'UE exerce actuellement une pression sur le gouvernement turc pour que celui-ci reconnaisse et protège le peuple assyrien comme peuple autochtone de Turquie et reconnaisse les droits (droits religieux et enseignement de la langue araméenne notamment) de cette minorité.
En effet, l'on a pu observer un certain manque d'activisme de par le passé de la part du peuple assyrien. Toutefois, les Assyriens, notamment à travers la diaspora, se font de plus en plus connaître et ne manquent pas de rappeler aux sphères politiques le massacre auquel ils ont dû faire face à l'aube de la Première Guerre mondiale. C'est dans ce cadre que le 11 mars 2010, la Suède a été le premier pays à reconnaître officiellement le génocide des Assyriens au côté de celui des Arméniens et des Grecs pontiques,,.

## Confusion entre évènements historiques et crimes contre l'humanité
Une autre raison du manque de reconnaissance du génocide assyrien et plus généralement des massacres des populations chrétiennes de l'Empire ottoman est l'hésitation des gouvernements et parlements à prendre position, certains privilégiant les relations commerciales avec la Turquie refusent de traiter le sujet, comme cela se fait communément pour les autres crimes contre l'humanité.
Le cas de la Suède illustre bien ce problème, aussi bien pour le génocide des Assyriens que pour les autres. Le gouvernement de son côté ne souhaitait pas prendre position pour ainsi ne pas mettre en péril les relations entre les deux pays. Cependant le parlement en a décidé autrement et a voté en faveur de la proposition de reconnaissance, comme l'avaient déjà fait bon nombre de parlements et de gouvernements auparavant, malgré les menaces turques.
C'est ici que s'ouvre le débat entre événement historique et crime contre l'humanité. Alors que le gouvernement ne souhaitait pas s'exprimer officiellement sur la question pour ainsi ne pas « politiser » l'histoire, bon nombre de parlementaires en ont décidé autrement considérant qu'il ne s'agissait non pas de politisation de l'histoire, mais plutôt de reconnaissance de crime contre l'humanité pour que de tels événements ne se reproduisent plus à l'avenir et que les enfants et petits enfants des victimes puissent enfin rendre hommage à leurs martyrs. C'est dans ce cadre que la réconciliation est citée. La reconnaissance est considérée comme le seul moyen d'atteindre la réconciliation, comme une étape primordiale dans le processus de réconciliation qui sera autant bénéfique aux victimes qu'au gouvernement turc.
Le 9 février 2023, le Sénat français a voté une proposition de résolution invitant le gouvernement à reconnaître le « génocide » des Assyro-Chaldéens de 1915-1918 et à faire du 24 avril la date de commémoration des génocides arménien et assyro-chaldéen. Le texte, adopté par 300 voix contre 2, « invite le gouvernement à reconnaître officiellement l’extermination de masse, la déportation et la suppression de l’héritage culturel de plus de 250.000 Assyro-Chaldéens par les autorités ottomanes, entre 1915 et 1918, comme un génocide » et à « condamner publiquement le génocide ». « Nous avons un rôle de protection envers les Chrétiens d’Orient, qui est l’héritage d’une longue histoire remontant aux capitulations signées par François 1er avec le sultan Soliman le Magnifique en 1535 », expose la sénatrice Valérie Boyer, porteuse du texte.

## Situation actuelle du peuple assyrien
Le génocide a gravement affecté la conscience nationale de ce peuple, les Assyriens ont été fortement touchés par les maladies, les massacres et les disparitions. Le génocide et les souffrances liées à celui-ci continuent de marquer ce peuple et son identité. Une des conséquences de ces massacres sont les changements démographiques causés par le génocide, les régions du sud-est de la Turquie qui abritaient autrefois une majorité d'Assyriens n'en compte aujourd'hui plus que quelques milliers. En effet, l'islamisation par les Arabes, les Turcs et les Kurdes, ainsi que l'émigration en masse causée par les persécutions et massacres ont grandement affecté l'identité de la région.
Bien que leur départ remonte à plusieurs dizaines d'années, une centaine pour certains, les Assyriens originaires du Tour Abdin et du Hakkiari vivant actuellement à l'étranger et ayant construit une nouvelle vie en Europe, maintiennent leur attachement avec leur terre natale, malgré les tentatives d'intimidations de la part des gouvernements locaux, du gouvernement turc et des voisins kurdes s'étant approprié les terres des Assyriens ayant émigré,,.
Plus récemment, l'emprise de l'État islamique depuis 2013 dans le nord de la Syrie et de l'Irak où vivent des populations assyriennes pose la question de la survie de ce peuple dans la région.

#### Livres
en français
- Florence Hellot-Bellier, Chronique de massacres annoncés. Les Assyro-Chaldéens d’Iran et du Hakkari face aux ambitions des empires (1896-1920), Cahiers d'études syriaques, Geuthner, 2014.
- Jacques Rhétoré, Les chrétiens aux bêtes. Souvenirs de la guerre sainte proclamée par les Turcs contre les chrétiens en 1915 (préface de Jean-Pierre Péroncel-Hugoz, texte présenté par Joseph Alichoran), Paris, Éditions du Cerf, 2005.
- Sébastien de Courtois, Lé génocide oublié, chrétiens d'Orient, les derniers araméens, Ellipses, (publication d'archives diplomatiques du ministère français des Affaires étrangères sur la période 1895-1914), 2002
- Claire Weibel Yacoub, Surma l'Assyro-Chaldéenne, Éditeur : L'Harmattan, Collection : Peuples et cultures de l'Orient, 2007, 275 p.
- Claire Weibel Yacoub, Le Rêve brisé des Assyro-Chaldéens, L'introuvable autonomie, Cerf, 2011, 304 p.
- Joseph Yacoub, La Question assyro-chaldéenne, les Puissances européennes et la SDN (1908-1938), 4 vol., thèse Lyon, 1985, p. 156
- Joseph Yacoub, Qui s'en souviendra ? 1915 : le génocide assyro-chaldéo-syriaque, Cerf, 302 p., 2014
- Raymond Kévorkian, L'éradication des chrétiens de l'Empire ottoman, in Chrétiens d'Orient, 2000 ans d'histoire, Gallimard, 2017.

en anglais
- (en) Rev. Joseph Naayem, O.I. - Shall This Nation Die?, 1921
- (en) Austin, H. H.(Brig.-Gen.): The Baquba Refugee Camp - An account of the work on behalf of the persecuted Assyrian Christians. Londres, 1920
- (en) Turkish Horrors in Persia, The New York Times, 11 octobre 1915.
- (en) Joel Euel Werda, The Flickering Light of Asia: Or, the Assyrian Nation and Church, 1924
- (en) Abraham Yohannan The Death of a Nation: Or, The Ever Persecuted Nestorians Or Assyrian Christians  (ISBN 0-524-06235-8)
- (en) Salahi Ramadan Sonyel, The Assyrians of Turkey: Victims of Major Power Policy, Turkish Historical Society Printing House,  (ISBN 975-16-1296-9)
- (en) W. A. Wigram, The Assyrians and Their Neighbours, Gorgias Press, 2002,  (ISBN 1-931956-11-1)
- (en) Prof. David Gaunt, Massacres, resistance, protectors: Muslim-Christian relations in Eastern Anatolia during World War I, New Jersey: Gorgias Press, 2006,  (ISBN 1-59333-301-3)
- (en) Ronald Sempill Stafford, The Tragedy of the Assyrians, Gorgias Press,  (ISBN 1-59333-413-3)
- (en) Ninos Warda Seyfo: The Assyrian Genocide in International Law, England: Firodil Publishing House, 2005,  (ISBN 0-9547114-1-6)
- (en) Assyrian Genocide 1915 SEYFO: Genocide, Denial and the Right of Recognition, Enschede: SEYFO Center, 2007,  (ISBN 91-972351-2-1)
- (en) Yacoub Joseph, Year of the Sword, The assyrian Genocide. A History, Hurst Publisher, Londres, 2016.
- (en) Rosie Malek-Yonan, The Crimson Field, États-Unis: Pearlida Publishing, 2005,  (ISBN 0-9771873-4-9)

autres langues
- Anna Melle. Fyra kvinnor under Svärdets år. Bromma, Stockholm: Megilla-Förlaget, 2009.  (ISBN 978-91-89340-39-8)
- Bahdi Ecer. I fikonträdets skugga. Uppsala: Uppsala Universitet, 1991.  (ISBN 91-86624-44-X)
- Behcet Barsom. Såld för en höna - En vittnesberättelse av och om Hana. Örebro, 2007.
- Bertil Bengtsson. Svärdets år. Om folkmordet på de kristna i Turkiet 1894-1922. Södertälje: Syrianska Riksförbundet i Sverige, 2004.  (ISBN 91-631-5135-9)
- Besim Aydin. Med döden som skugga - En roman om den turkiska provinsen TurAbdin. Arjovi Förlag, 2006.  (ISBN 91-631-8584-9)
- Gabriele Yonan. Det okända folkmordet på assyrier. Stockholm: Bokförlaget Darbo, 1998.  (ISBN 91-973355-0-9)
- Gabriele Yonan. Den glömda förintelsen av assyrierna i Turkiet. Jönköping: Assyriska Riksförbundet i Sverige, 2004.  (ISBN 91-971504-0-1)
- Fehmi BarGello. Seifo (1914): Trakasserier & folkmord i Tur-Abdin. Jönköping: Ashurbanibals tryckeri, 2000.  (ISBN 91-631-0157-2)
- Fr. Ishaq Bar-Armalto. De kristnas hemska katastrofer: Osmanernas och ung-turkarnas folkmord i norra Mesopotamien 1895 / 1914-1918. Södertälje: Nsibin Förlag, 2005.  (ISBN 91-88328-46-5)
- Jozef Nacim. Turkarnas folkmord på assyrier-kaldéer och armenier. Södertälje: Nsibin Förlag, 2003.  (ISBN 91-88328-43-0)
- Fr. Suleyman Hinno. Massakern på syrianerna i TurAbdin 1914-1915. Örebro: Syrianska Riksförbundet i Sverige, 1998.  (ISBN 91-630-6496-0)
- Fr. Suleyman Hinno. Gunẖe d-suryoye d-Ţurcabdin. Holland: Bar Hebraeus Verlag, 1987.  (ISBN 90-5047-007-6)
- Svante Lundgren. I svärdets tid: Det osmanska folkmordet på kristna minoriteter. Finland: Sahlgrens förlag AB, 2009.  (ISBN 978-951-9016-72-6)
- Yonan Hermez Shahbaz. Islams vrede - En redogörelse om turkarnas massakrer på kristna i Persien 1915-18. Södertälje: Nsibin Förlag, 2003.  (ISBN 91-88328-44-9)
- Koṯube suryoye d-Ţurcabdin [Antologi]. Mimdre d-cal Sayfe da-sbal mšiẖoye b-Turkiya men šnaṯ 1714-1914. Holland: Mor Afrem-klostret, 1981
- Cbed-Mšiẖo Nëcman d-Qarabaš. Dmo zliẖo. Augsburg: Assyriska Demokratiska Organisationen, 1997.  (ISBN 3-931358-01-1)
- Biskop Isroyel Odo. Maktbonuṯo: Cal rdufye da-kristyone d-Merdo wa-d-Omid w-da-Scerd wa-d-Gozarto w-da-Nsibin da-hwo šnaṯ 1915. Jönköping: Assyriska Riksförbundet i Sverige, Ashurbanibals tryckeri, 2004.  (ISBN 91-88426-29-7)
- Jan Beth-Sawoce. Sayfo b-Ţurcabdin. Södertälje: Nsibin Förlag, 2006.  (ISBN 91-88328-45-7)
- Prof. David Gaunt, Katliamlar, Direnis, Koruyucular (Istanbul: Belge yayınları, 2007)  (ISBN 975-344-387-0)
- (de) Wilhelm Baum: Die Türkei und ihre christlichen Minderheiten: Geschichte - Völkermord - Gegenwart, Kitab Verlag, Klagenfurt-Vienne 2005,  (ISBN 3-902005-56-4)
- (de) Gabriele Yonan: Ein vergessener Holocaust. Die Vernichtung der christlichen Assyrer in der Türkei, Pogrom-Taschenbücher Bd. 1018, Reihe bedrohte Völker, Göttingen et Vienne 1989,  (ISBN 3-922197-25-6)
- (de) Tessa Hofmann (Hrsg.): Verfolgung, Vertreibung und Vernichtung der Christen im Osmanischen Reich 1912-1922. Münster, LIT, 2004,  (ISBN 3-8258-7823-6)
- (de) Sleman Henno (Hrsg.): Die Verfolgung und Vernichtung der Syro-Aramäer im Tur Abdin 1915, Bar Hebräus Verlag, NL 7585 PK Glane/Losser 2005,  (ISBN 90-5047-025-4)

#### Films
- Robert Alaux, Les Derniers Assyriens, Paris, 2003, film documentaire de 53 minutes.
- Robert Alaux et Nahro Beth-Kinne, Seyfo l'élimination, Bruxelles, 2006, film documentaire de 52 minutes.
- Nahro Beth-Kinne et Vincent Halleux, Diaspora et renaissance assyriennes, Bruxelles, 2010, film documentaire de 54 minutes. En cinq versions (français, anglais, allemand, syriaque, néerlandais).
- 2015: Aziz Said: Seyfo 1915: The Assyrian Genocide (YouTube-Video)
- 2022: Robert Alaux et Nahro Beth-Kinne: Seyfo a genocide (YouTube-Video)